# Palais royal de Stockholm
Pour les articles homonymes, voir palais royal.
Le palais royal de Stockholm (en suédois : Stockholms slott) est un palais royal situé sur le Norrström, dans la partie nord de Gamla stan (la vieille ville) de Stockholm, en Suède. Il s'agit de la résidence officielle des monarques de Suède.

## Présentation
Des fortifications sont présentes sur le site depuis le Moyen Âge. Le château actuel fut construit après l'incendie du château Tre Kronor (en) le 7 mai 1697. La construction commença sous la direction de Nicodème Tessin le Jeune, mais la grande guerre du Nord (1700-1721) força le pays à l'interrompre. Elle reprit en 1727, mais Nicodème décéda l'année suivante et la construction continua donc sous la direction de Carl Hårleman, qui dessina en particulier l'intérieur. En 1754, le roi Adolphe-Frédéric de Suède et à la reine Louise-Ulrique de Prusse s'installèrent dans le château, mais les travaux continuèrent encore jusqu'aux années 1770. Aucune grande rénovation n'a eu lieu depuis, en dehors de quelques ajustements et modernisations des intérieurs.
L'intérieur du château compte, en 2009, 1 430 pièces, dont 660 avec fenêtres. Outre les appartements royaux, le palais compte plusieurs salles pour les évènements de toutes sortes. Le château accueille aussi une église, le musée des antiquités Gustave-III, la salle du trésor avec en particulier les joyaux de la Couronne et le musée des trois couronnes avec une partie des ruines du vieux château Tre Kronor. Jusqu'en 1878, le château hébergeait aussi la bibliothèque royale dans l'aile nord-est, dans laquelle se trouve de nos jours la bibliothèque Bernadotte. Dans l'aile de la chancellerie se trouvent les archives du château. La Cour royale est aussi dans le château, avec environ 200 employés à plein temps. La garde royale (en) surveille le château et la famille royale depuis 1523. Le château est propriété de l'État suédois via l'administration des biens immobiliers de l'État suédois qui est donc responsable de la gestion et de l'entretien du bâtiment.

## Histoire

### Les premières fortifications

#### Projet de rénovation

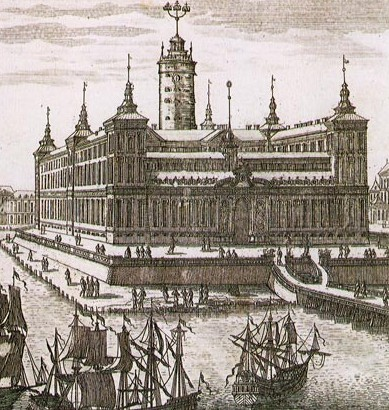
Proposition de Jean de la Vallée pour le nouveau château royal.

Déjà au début du XVIIe siècle, Gustave II Adolphe de Suède envisageait de construire un nouveau château royal, qu'il pensait même déplacer à Göteborg, mais son projet ne fut pas réalisé. Sa fille Christine de Suède reprit le flambeau et nomma en 1651 Jean de la Vallée pour établir les plans d'une éventuelle rénovation complète du château Trois Couronnes. Seuls quelques changements mineurs furent finalement effectués sur le château sous son règne. Jean de la Vallée continua cependant à travailler sur le projet jusque dans les années 1660, mais ce n'est que lorsque Nicodème Tessin l'Ancien devint architecte responsable des châteaux que le projet devint sérieux. Il présenta la première proposition en 1666 pour une rénovation de l'aile nord. Ce fut finalement son fils Nicodème Tessin le Jeune qui fut chargé des travaux à partir de 1692.

#### Construction de l'aile nord (1692-1696)
La nouvelle aile nord du château Trois Couronnes fut construite en seulement cinq mois en 1692. Cette façade constitue en fait la première section du château actuel. Elle était construite dans un style baroque, ce qui contrastait fortement avec le style Renaissance qui dominait dans le reste du bâtiment. Une grande partie des murs médiévaux du château Trois Couronnes ont été intégrés au nouvel édifice, ce qui explique la rapidité de la construction. Le nouveau mur était cependant plus haut que l'ancien, sauf au niveau des anciennes tours qui ont été intégrées elles aussi dans le nouveau mur.
Une des sources d'inspiration pour l'architecture de la façade fut le palais Farnèse, à Rome, où Nicodème avait effectué un voyage d'étude en 1688. La façade partage ainsi avec le palais de Rome les formes régulières et la symétrie stricte. Les artistes suédois David Klöcker Ehrenstrahl et Johan Sylvius (sv) furent chargés de plusieurs œuvres à l'intérieur de cette nouvelle aile, en particulier dans l'église.

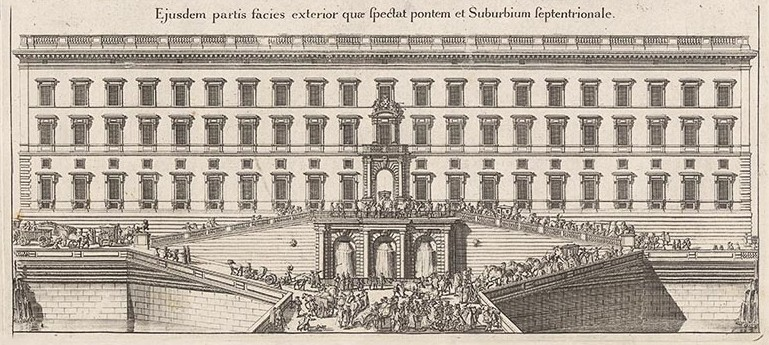
Façade nord du château Trois Couronnes en 1697, avant l'incendie.

La nouvelle église du château, dans l'aile nord, fut inaugurée en 1696. Elle remplaçait l'ancienne, construite sous Jean III au même emplacement. Nicodème a eu des difficultés pour intégrer les murs de l'ancienne église au nouveau plan baroque. En effet, l'idéal baroque impliquait que toutes les fenêtres devaient avoir la même taille, peu importe que cela soit des fenêtres d'églises ou pas. Il résolut ce problème en ajoutant une série de petites fenêtres en mezzanine sur l'ensemble du bâtiment. Après l'incendie, l'église fut déplacée dans l'aile sud et les objets de l'ancienne église y furent déplacés,.

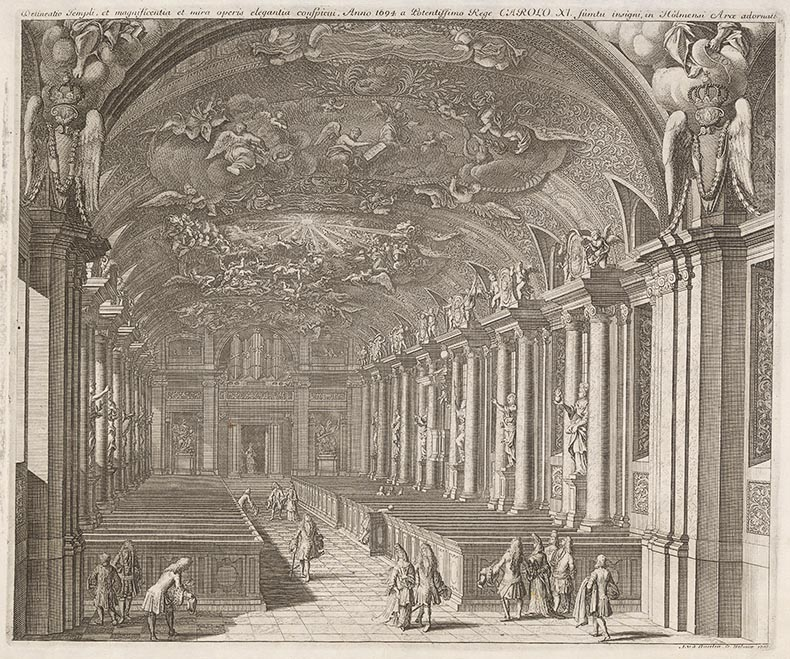
L'église de 1696.
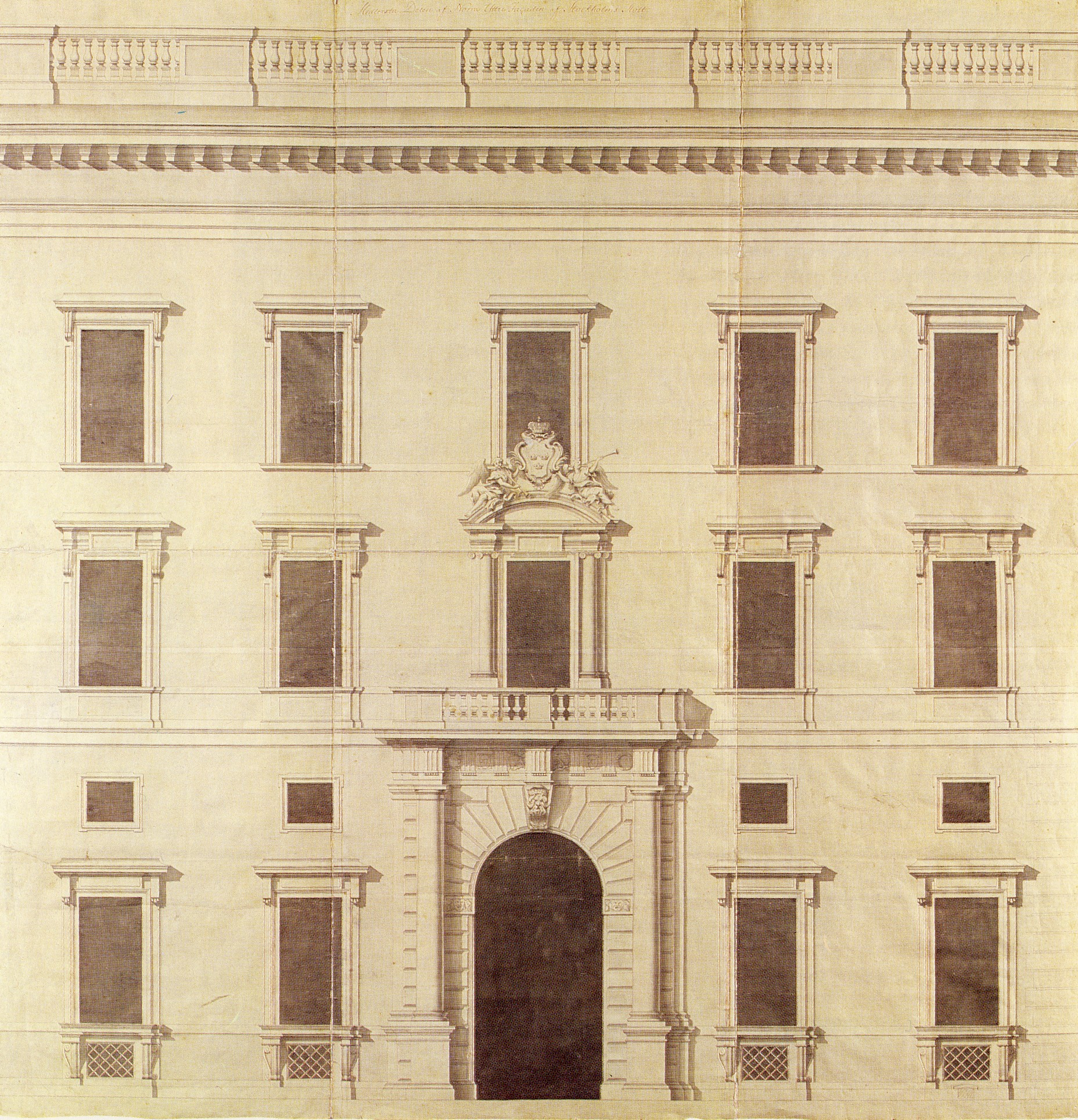
On voit nettement sur ce dessin de Nicodème la petite rangée de fenêtres supplémentaire.

Un dessin d'avant l'incendie de 1697 montrait que la rénovation du château devait aboutir à un plan carré, avec les quatre ailes d'apparence similaire à l'aile nord.

#### L'incendie de 1697

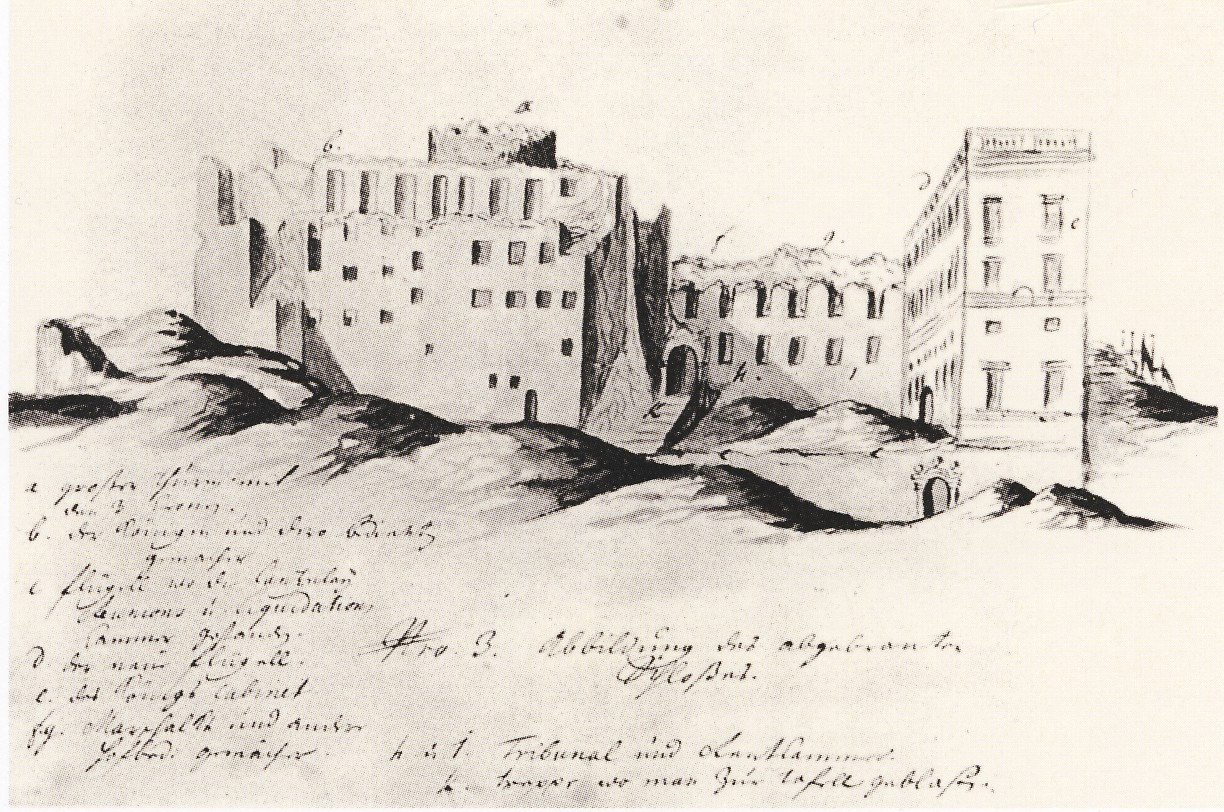
Les ruines du château après l'incendie.

Le 7 mai 1697, un important incendie se déclara dans la partie sud du château. Le feu bloquait le matériel d'extinction et tous les occupants furent forcés de fuir, sauvant autant de choses qu'ils le pouvaient. Le feu s'est rapidement transmis dans tout le château, en particulier à cause du toit en cuivre, bon conducteur de chaleur. Le château fut presque entièrement détruit, mais l'aile nord récemment construite résista mieux à l'incendie. Une grande partie des archives nationales et de la bibliothèque royale fut détruite. La famille royale s'installa alors dans le palais de Wrangel en attendant la reconstruction. La cause de l'incendie n'a jamais été vraiment établie, mais il semblerait que ceci était dû à une négligence au niveau de la cheminée.

### Reconstruction (1697-1771)

#### Première phase (1697-1709)
Après l'incendie, Charles XII décida la reconstruction du château. Tessin fut chargé d'établir les plans et de diriger la construction du nouveau château. Il abandonna partiellement son plan précédent de château carré, décidant d'y ajouter de basses ailes flanquant le carré à l'est et à l'ouest. Le but était d'ajouter de la monumentalité à l'édifice et ceci était rendu possible par le fait qu'il y avait maintenant de la place à ce niveau. Du fait de la présence de la Storkyrkan, l'aile sud-ouest devait cependant être plus courte. Pour compenser l'asymétrie que cela créait, il ajouta au plan deux ailes circulaires à l'ouest, non rattachés au bâtiment principal, entourant la cour extérieure. Ses plans furent acceptés l'année même de l'incendie et la construction put commencer.

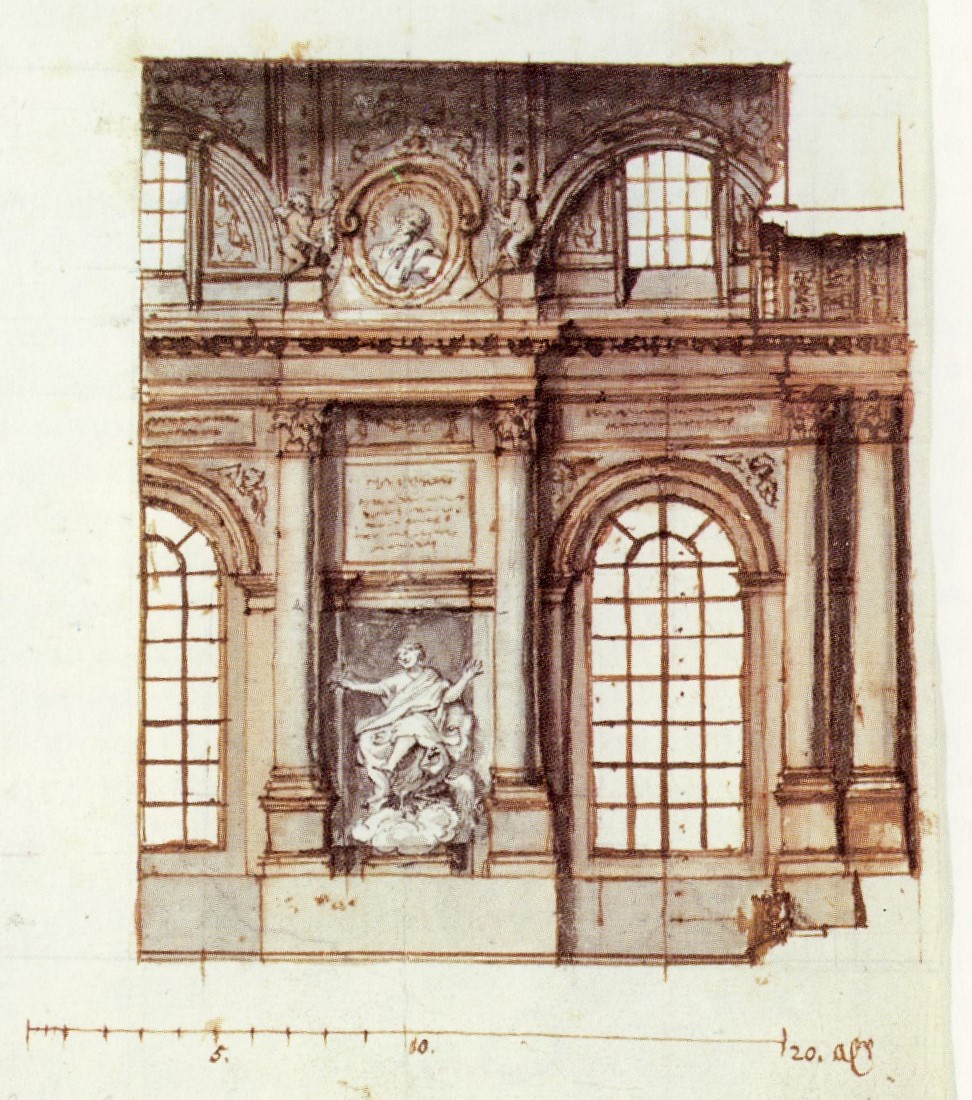
Dessins de Tessin pour l'église du château.

La plupart des sculpteurs et artistes venaient de France. Ainsi, entre 1693 et 1699, 16 artistes français avaient été convoqués à Stockholm par le diplomate suédois à Paris Daniel Cronström (en). La plupart avait reçu leur éducation à l'Académie royale de peinture et de sculpture et avaient acquis de l'expérience dans la construction du château de Versailles. Parmi les principaux, on peut nommer René Chauveau (sv), Bernard Foucquet (sv) et Jacques Foucquet (en). Certains d'entre eux emmenèrent avec eux leur famille et formèrent une véritable colonie française. Ils furent autorisés à pratiquer leur catholicisme, bien que cela fût formellement interdit dans la Suède protestante. Lorsque les travaux furent interrompus en 1709, certains retournèrent en France, mais la plupart restèrent en Suède.
Tout d'abord, essentiellement tous les murs sauf ceux de l'aile nord furent démolis. Environ 300 hommes travaillèrent à la démolition entre mai 1697 et le printemps 1700. Une partie des pierres fut utilisée comme remblai pour construire la rampe Lejonbacken (en). Ensuite, la construction à proprement parler commença et alla grand train. Mais la grande guerre du Nord (1700-1721) coûta énormément au pays, et, en 1709, après la défaite de la bataille de Poltava contre la Russie, la construction fut totalement interrompue. À cette époque, les cours avaient été aplanies et les murs avaient été élevés à hauteur d'un étage, voire moins. C'est dans cet état que le château resta jusqu'en 1727.
Tessin fut aussi chargé du changement du plan de la ville aux alentours du château. Ses plans furent achevés en 1713 et comprenaient entre autres un nouveau pont Norrbro avec une allée de sculptures, une nouvelle église de Riddarholmen, etc. Dans le prolongement du jardin Kungsträdgården, il avait imaginé une allée de la victoire, avec des arcades et colonnes d'ordre dorique. Sur l'île Helgeandsholmen, il avait prévu un hippodrome, mais Charles XII n'appréciait pas cette idée. Ces plans ne devinrent jamais réalité, la construction du château prenant déjà beaucoup de ressources et l'époque de grandeur suédoise était terminée.

#### Deuxième phase (1727-1771)

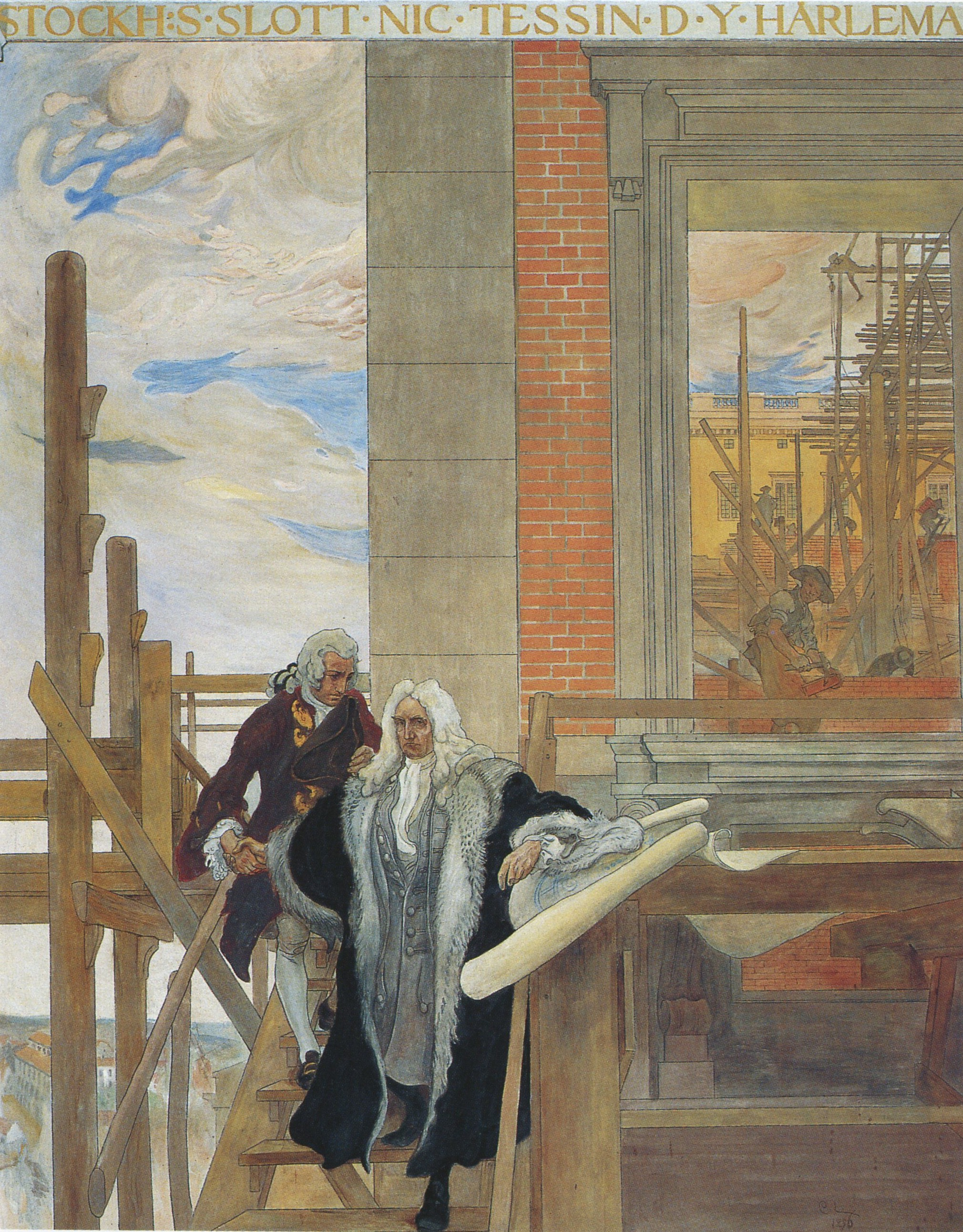
Nicodème Tessin et Carl Hårleman sur le chantier du château.

Tessin mourut en 1728, avant que la construction de son château ne soit terminée. La responsabilité de la construction revint alors à Carl Hårleman, même si formellement, le rôle de Tessin revint à son fils Carl Gustaf Tessin.
Carl Hårleman conçu les détails de l'intérieur du château dans un style plus en accord avec la tendance actuelle : rococo. Il changea aussi la couleur de la façade, initialement rouge brique, vers un jaune vif. Lorsque les travaux de construction reprirent en 1727, on eut de nouveau besoin de travailleurs qualifiés. Ainsi, en 1732, un nouveau groupe d'artistes et artisans français fut amené à Stockholm, résultat des négociations de Carl à Paris l'hiver précédent. Parmi ceux-ci se trouvaient les maîtres Antoine Bellette et Michel Le Lievre, Jacques-Philippe Bouchardon, Pierre-Hubert Larchevêque, etc. Le Suédois Johan Tobias Sergel participa aussi aux travaux, tandis que l'Italien Giambattista Tiepolo déclina l'invitation.
En 1753, Carl Hårleman mourut à son tour et Carl Johan Cronstedt (sv) prit le relais aux côtés de Carl Gustaf Tessin. La même année, les parties du château où la famille royale était censée emménager furent achevées, ainsi que l'aile nord et l'étage des fêtes. La famille emménagea l'année suivante. Cependant, la famille décida de vivre dans la partie actuellement appelée étage Bernadotte au lieu de l'endroit normalement prévu. Les travaux continuèrent pour terminer le reste du château. La priorité fut l'aménagement et la décoration intérieure, tandis que Slottsbacken (sv) et Lejonbacken (en) furent les dernières parties terminées.
Lejonbacken et l'aile de la chancellerie furent achevées par l'architecte Carl Fredrik Adelcrantz. En 1771, le château était terminé.

## Architecture extérieure

### Vue d'ensemble
Le château est construit en briques et en grès. Le toit est couvert de cuivre et forme une pente vers la cour intérieure. Il est entouré d'une balustrade. Le château est constitué d'un carré principal, dont les quatre côtés sont nommés selon les quatre points cardinaux, même s'ils ne sont pas exactement dirigés dans ces directions.
Chaque façade a des éléments distinctifs. La façade sud reçut un arc de triomphe dans un style baroque qui orne l'entrée. La partie centrale de la façade est et ouest furent parées avec des pilastres, Hermès et statues. Le château a au total 28 statues, 717 balustres et 242 volutes de consoles. La pierre couvre 9 500 m2 de façade et le plâtre 11 000 m2. Le bâtiment principal (sans les ailes latérales) mesure 115 par 120 m et entoure la cour intérieure. Les quatre coins du château sont prolongés par quatre ailes de 48 m, sauf l'aile sud-ouest qui n'est que de 11 m à cause de la présence de la Storkyrkan. Cette asymétrie est compensée par la présence de deux ailes semi-circulaires non rattachées au bâtiment principal appelées aile de la garde royale et aile du commandant.

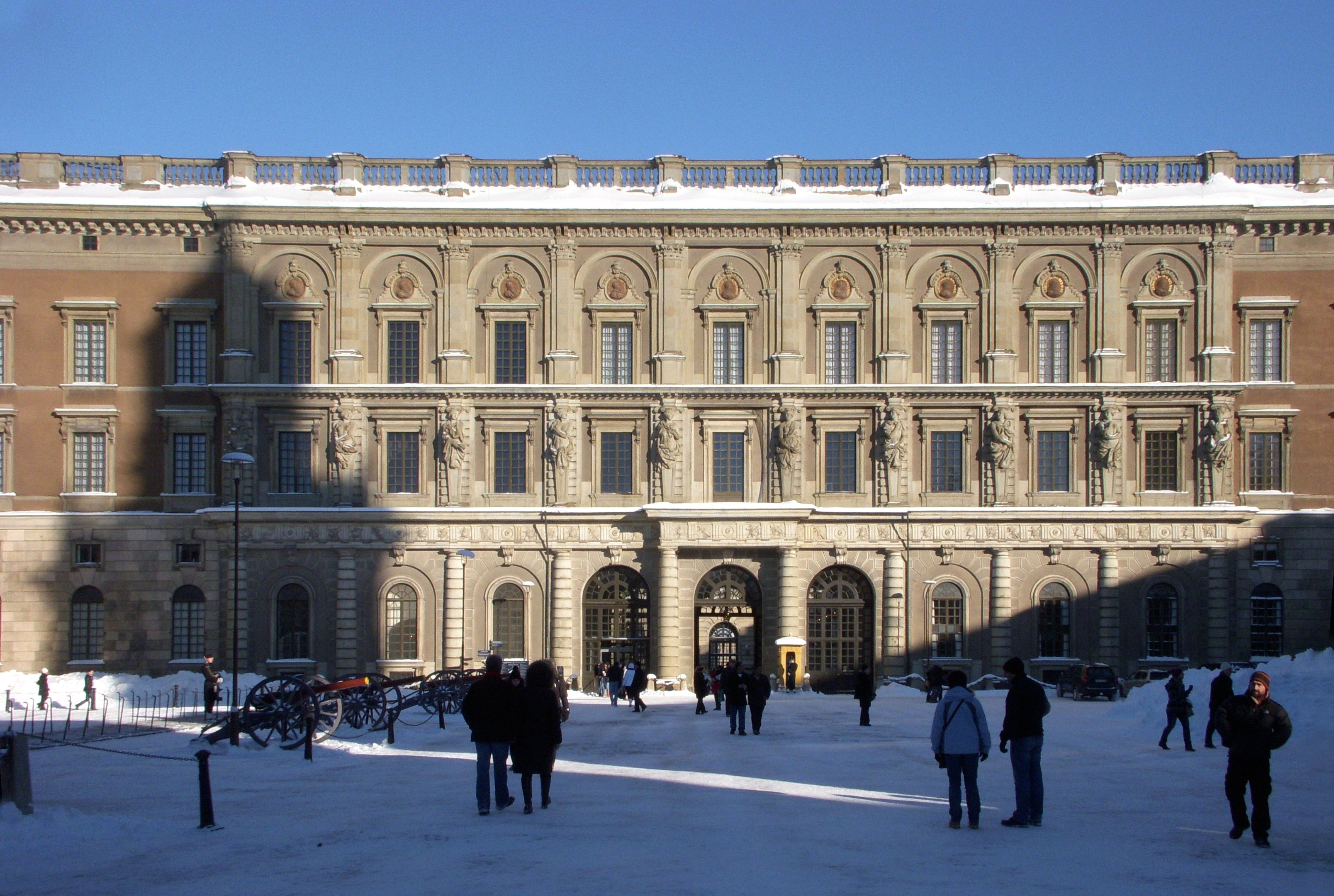
Façade ouest.
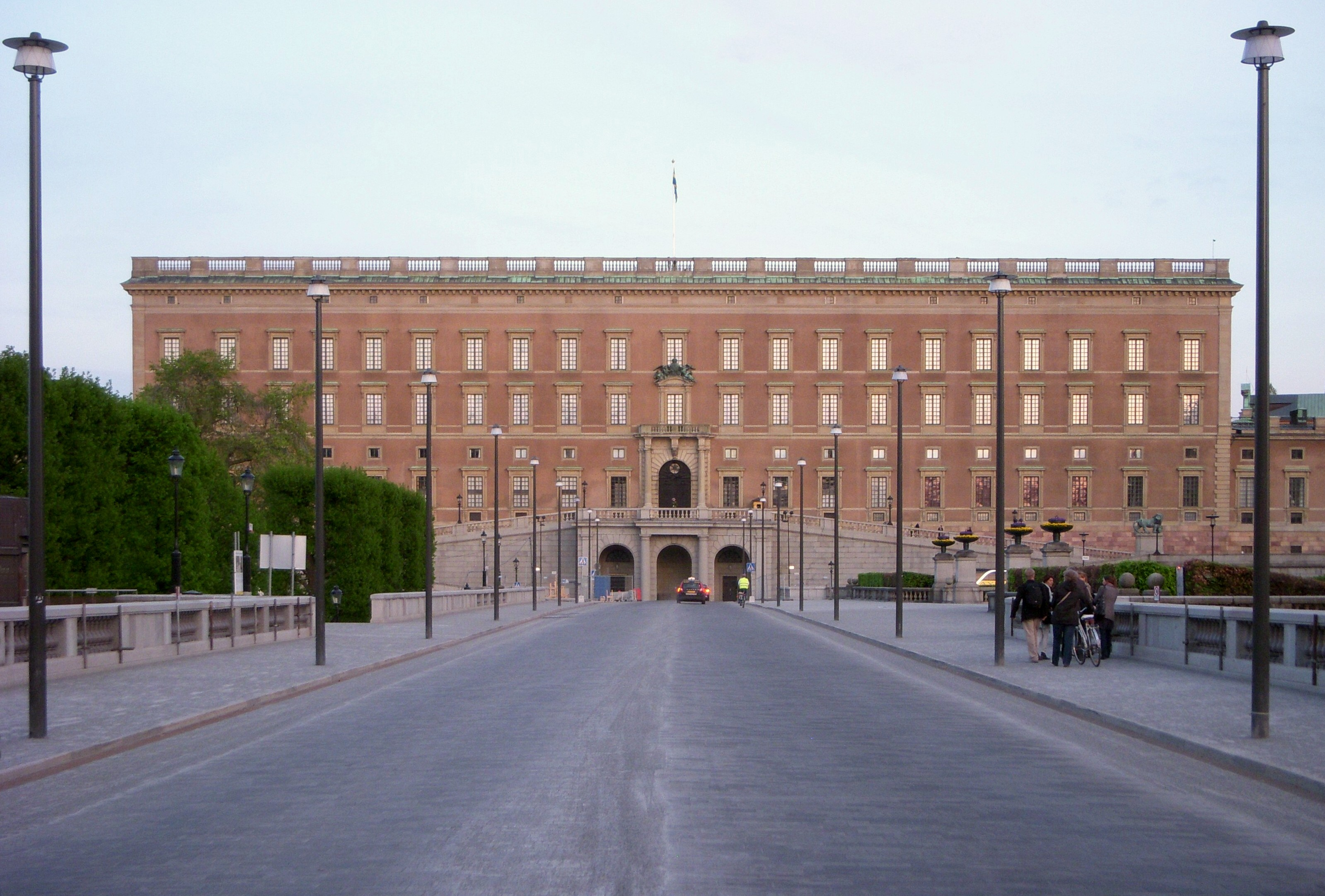
Façade nord.
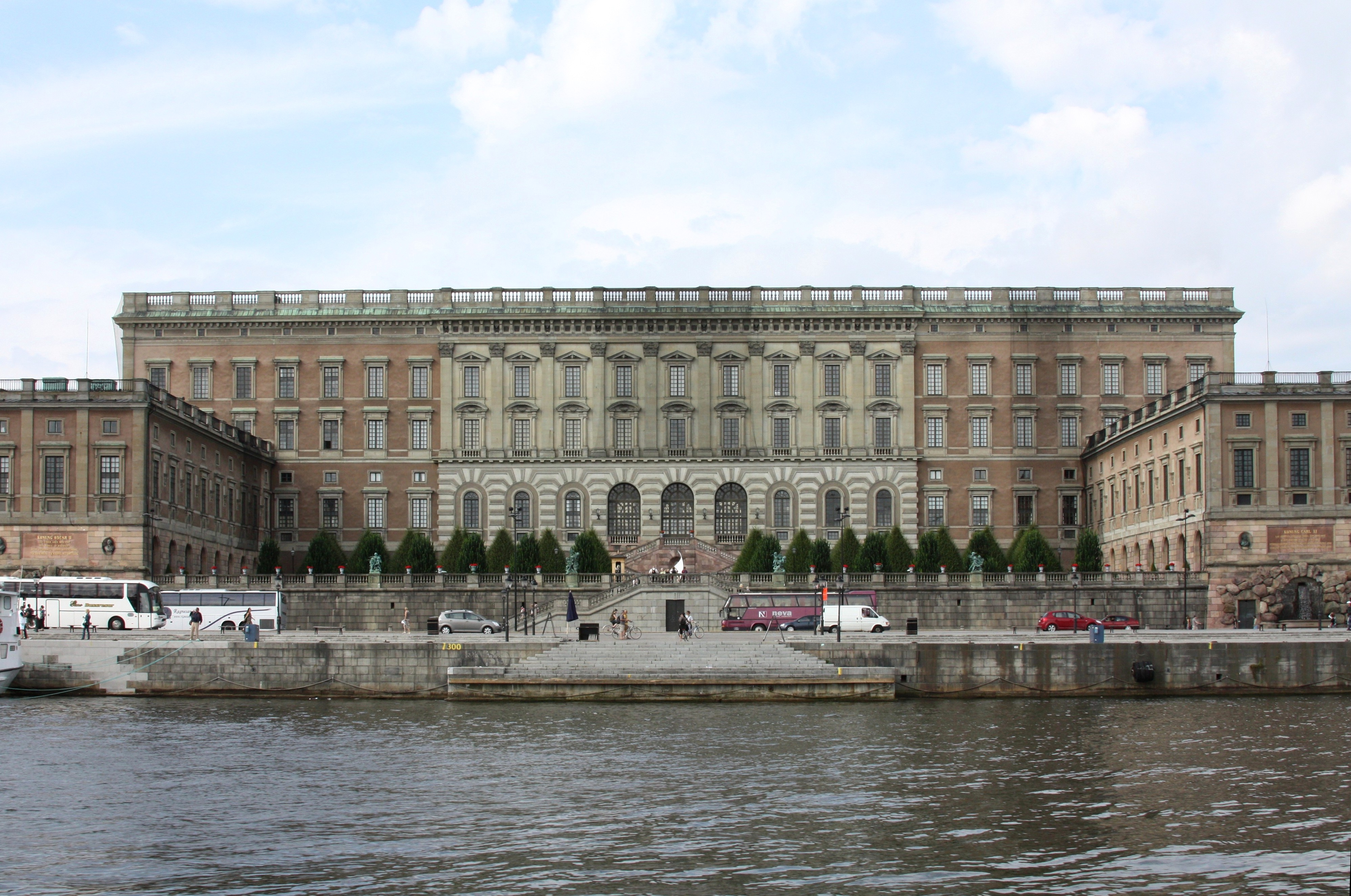
Façade est.
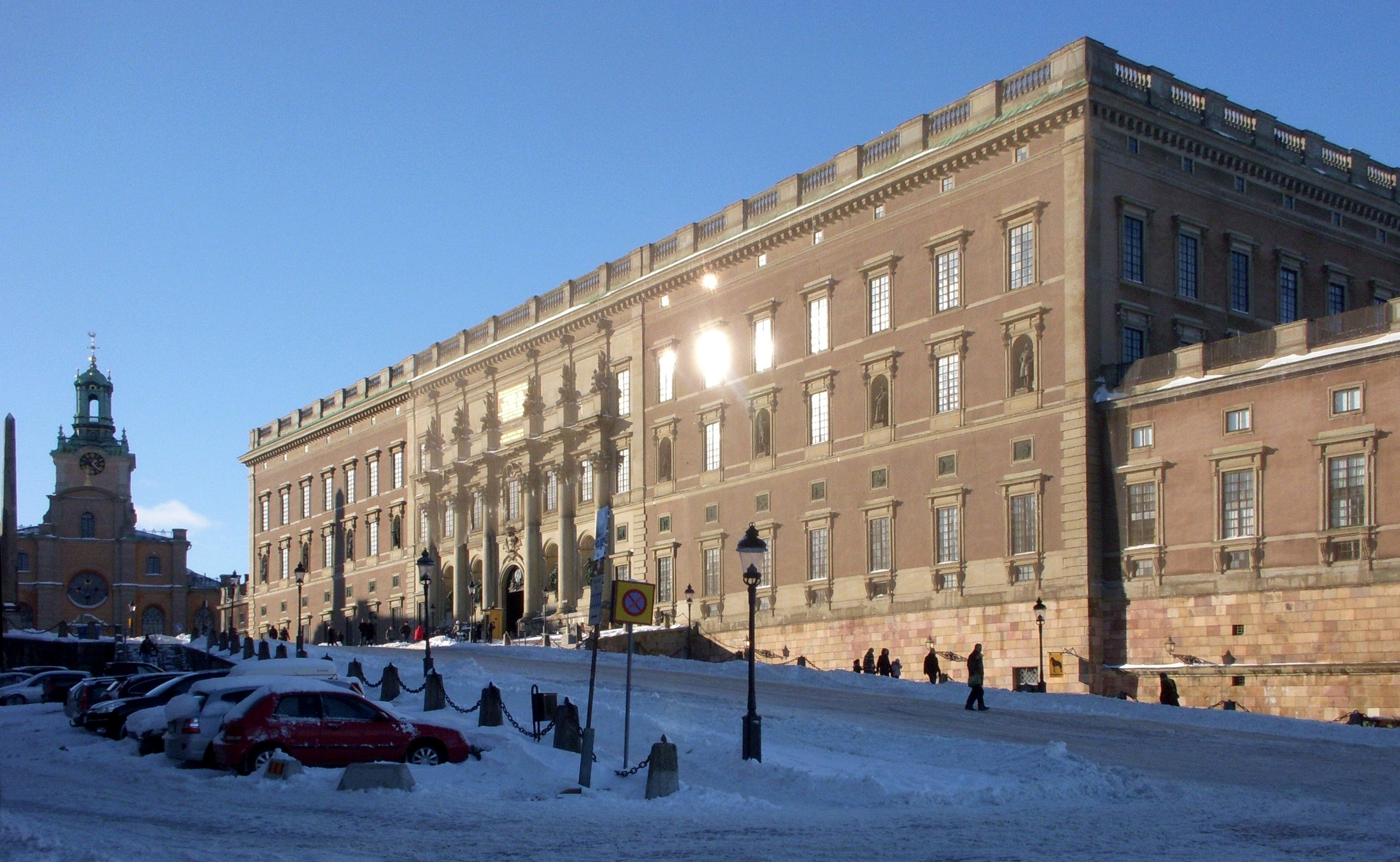
Façade sud.

### Cours

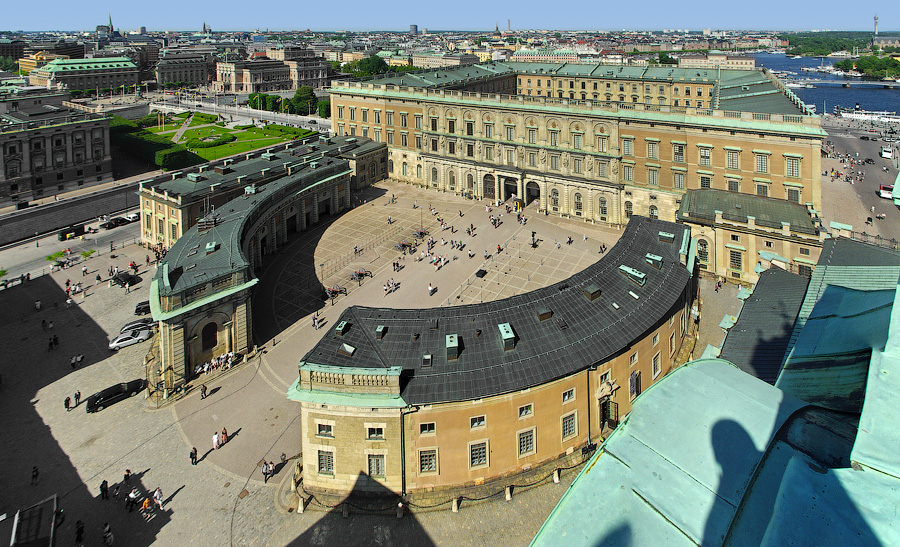
La cour extérieure.

Le château a deux cours. La cour extérieure est située à l'ouest de l'aile ouest, entre les ailes semi-circulaires. C'est ici que se produit le changement de la garde. Dans cette cour se trouve une statue de Christine Gyllenstierna érigée en 1912.
La cour intérieure est incluse dans les quatre ailes du bâtiment principal et est accessible depuis la partie centrale des quatre ailes. Elle mesure 89 m de long (direction est-ouest) et 77 m de large (nord-sud). Au milieu de la cour, Tessin avait prévu de mettre une statue à cheval de Charles XI, mais elle ne fut pas mise en place. Cette cour a été largement influencée par celle du palais du Louvre, aussi construite selon les idéaux baroques.

### Aile ouest
L'aile ouest représente l'homme ou le roi. Sur le frontispice, entre les fenêtres du premier étage, se trouvent 10 figures féminines, appelées cariatides. Ces cariatides forment des pilastres d'inspiration rococo et sont l'œuvre de l'artiste français Charles Guillaume Cousin, en grès de Gotland, en 1744. Chaque figure mesure environ 4,5 m de haut. Certaines de ces figures ont été endommagées par l'érosion et présentent des risques de chute de pierres, ce qui explique l'utilisation d'un filet de protection. Au-dessus des fenêtres de l'étage suivant se trouvent des médaillons, eux aussi l'œuvre de Charles Guillaume Cousin. Ces médaillons représentent les rois (et la reine) suédois Gustave Ier Vasa, Éric XIV, Jean III, Sigismond III de Pologne, Charles IX, Gustave II Adolphe de Suède, Christine de Suède, Charles X Gustave et Charles XI. Ces médaillons ont un diamètre de 1,5 m et sont en plomb.

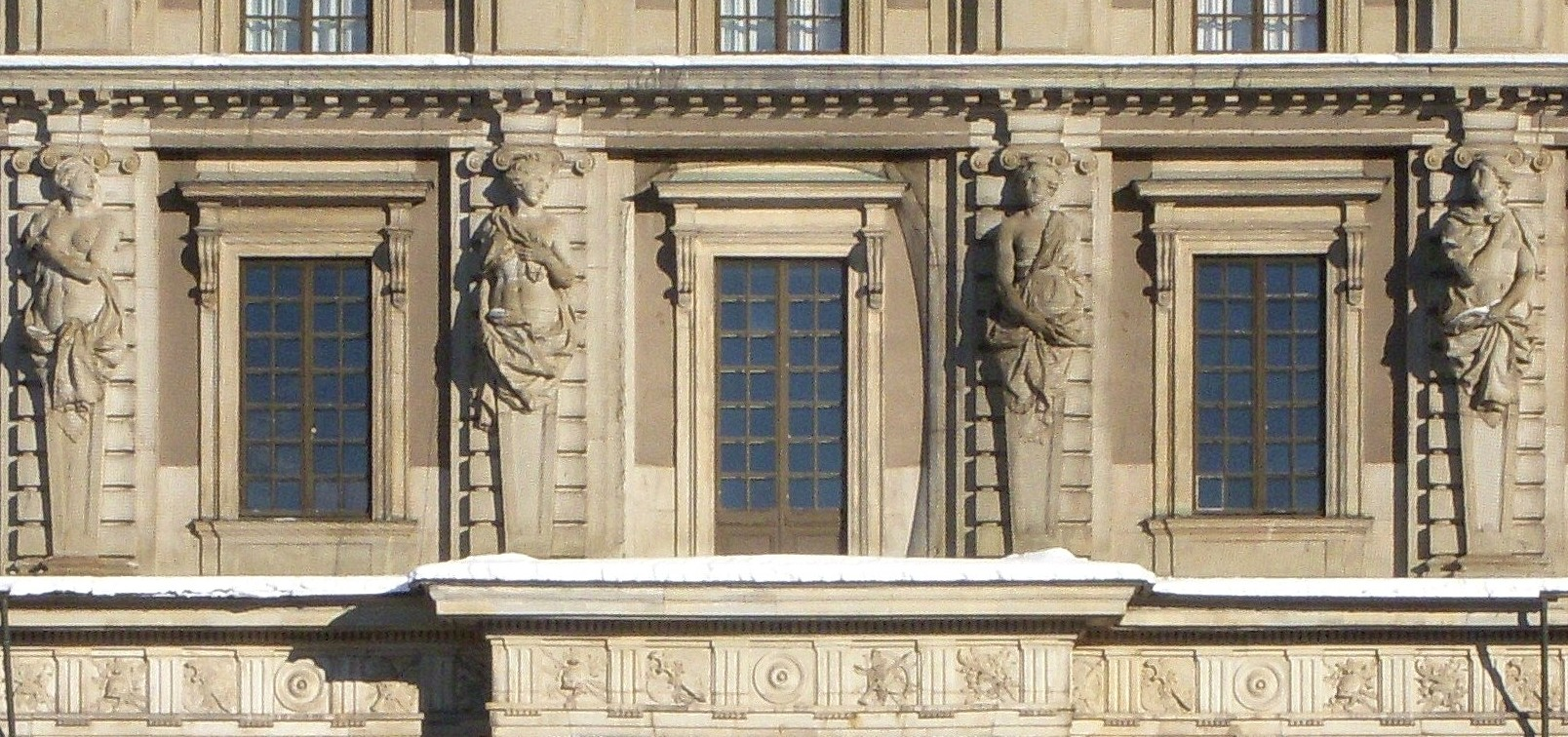
Quatre des dix cariatides.
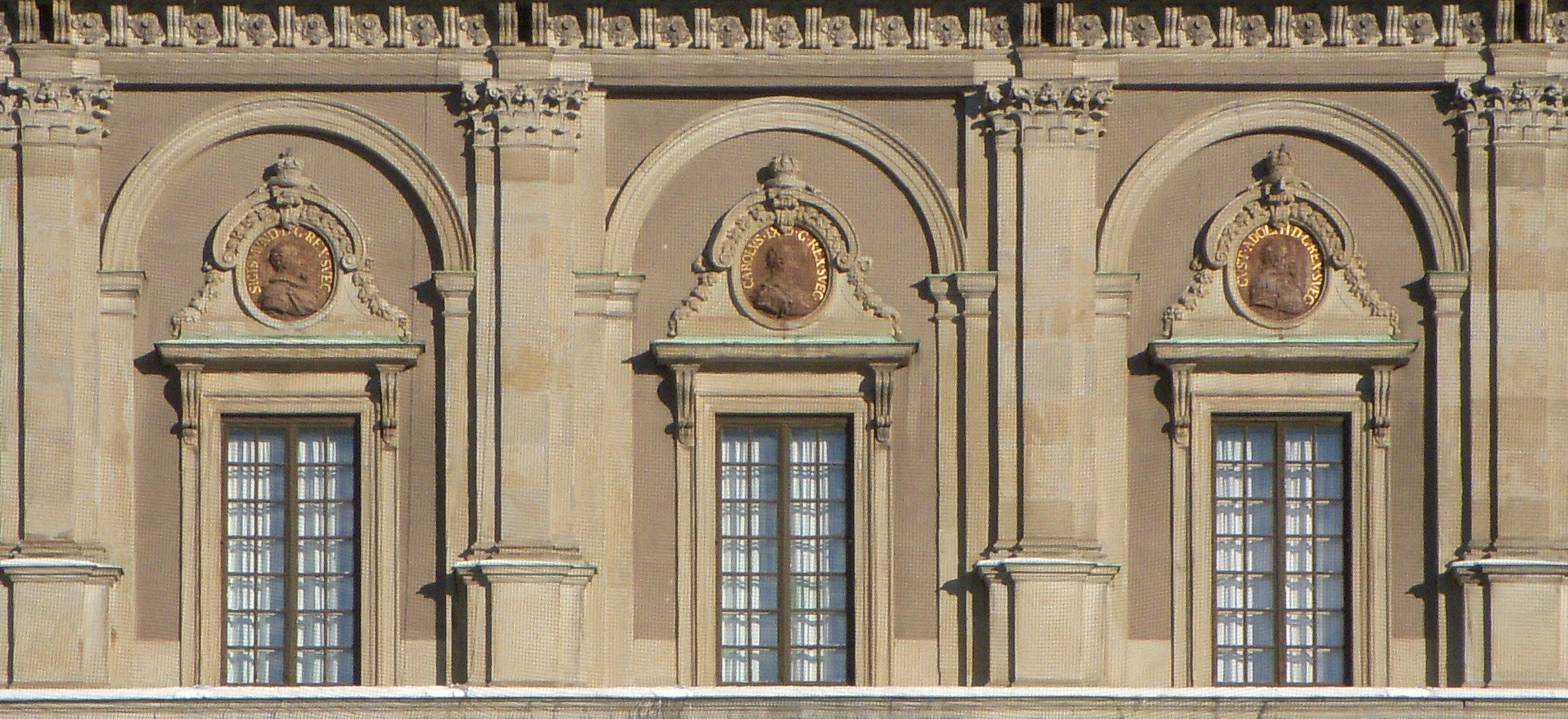
Trois des neuf médaillons royaux.

### Aile nord

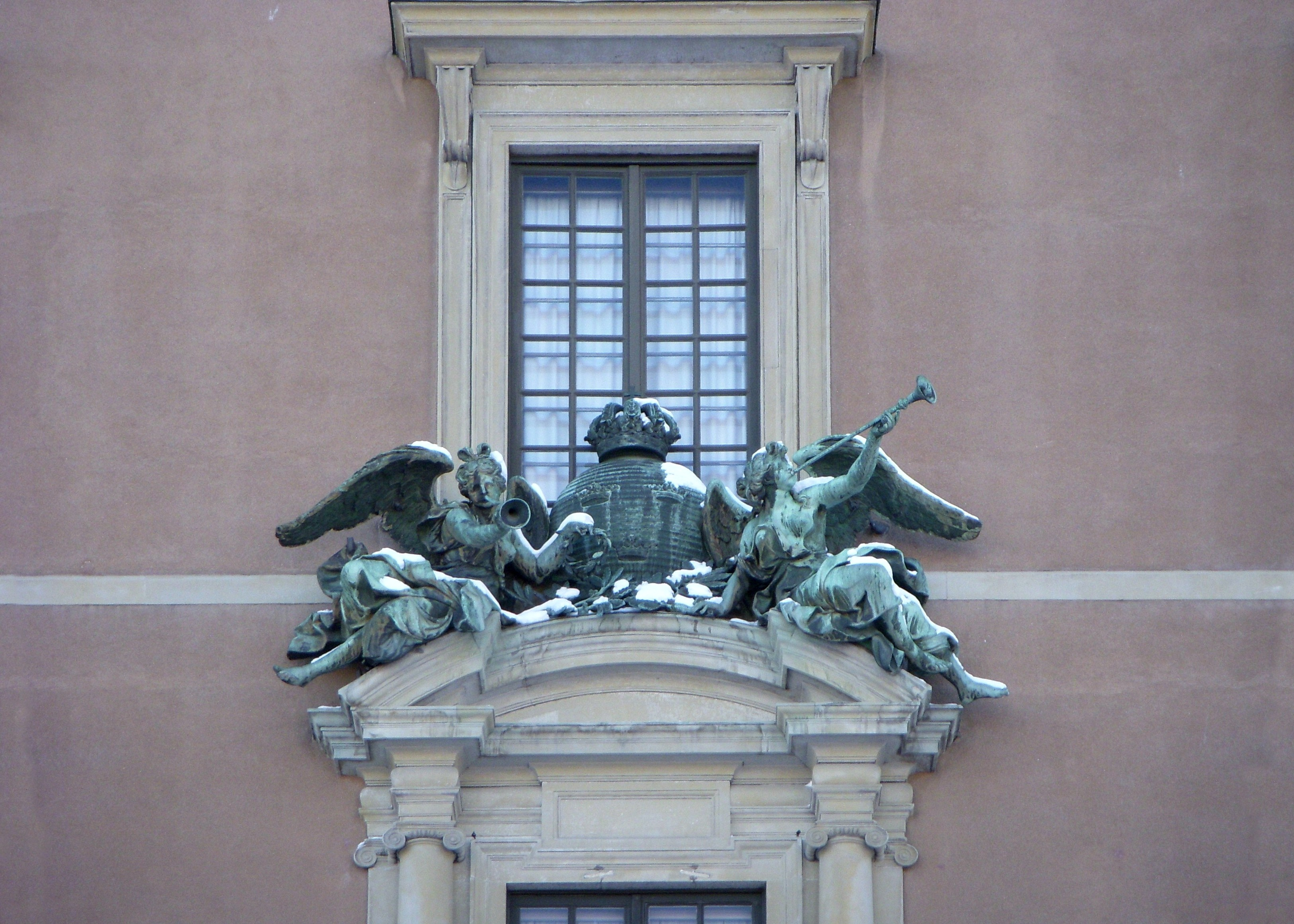
Les Trois Couronnes, symbole du royaume.

La façade nord représente le pouvoir. La façade ne comprend qu'un groupe de sculpture au niveau du balcon de la galerie Bernadotte. Ce groupe représente les Trois Couronnes (sv), symbole de la Suède, porté par deux anges (des Renommées). Les couronnes et les ailes des anges sont de Claude Henrion et le reste de Bernard Foucquet l'Ancien. Ils ont été coulés en bronze en 1704, mais ont été installés uniquement en 1814.
Devant la façade se situe la rampe Lejonbacken (en), nommée d'après les deux lions qui la parent. Les modèles des lions ont été acceptés par le roi Charles XII en 1700, après quoi les lions ont été coulés en bronze, respectivement en 1702 et 1704. Ils ont ensuite été mis en place sur la rampe pour symboliser le pouvoir royal. Le bronze provient d'un butin pris au château de Kronborg au Danemark. Le socle de ces lions est en granite.

### Aile sud
La façade sud représente la nation. Les escaliers aux pieds de cette façade mènent à l'est à l'église Storkyrkan et à l'ouest à la salle du royaume, représentant ainsi respectivement le pouvoir religieux et profane.
Cette façade est la plus riche en décoration. La partie centrale de la façade prend une forme d'arc de triomphe, avec un portail flanqué de trois colonnes d'ordre corinthien de chaque côté. Sur cet arc de triomphe se trouve une plaque en pierre avec une phrase en latin, entourés de deux sculptures symbolisant des trophées de guerre. Ils ont été faits en 1735 par Antoine Bellette et recouvert de plomb par Gerhard Meyer.
.

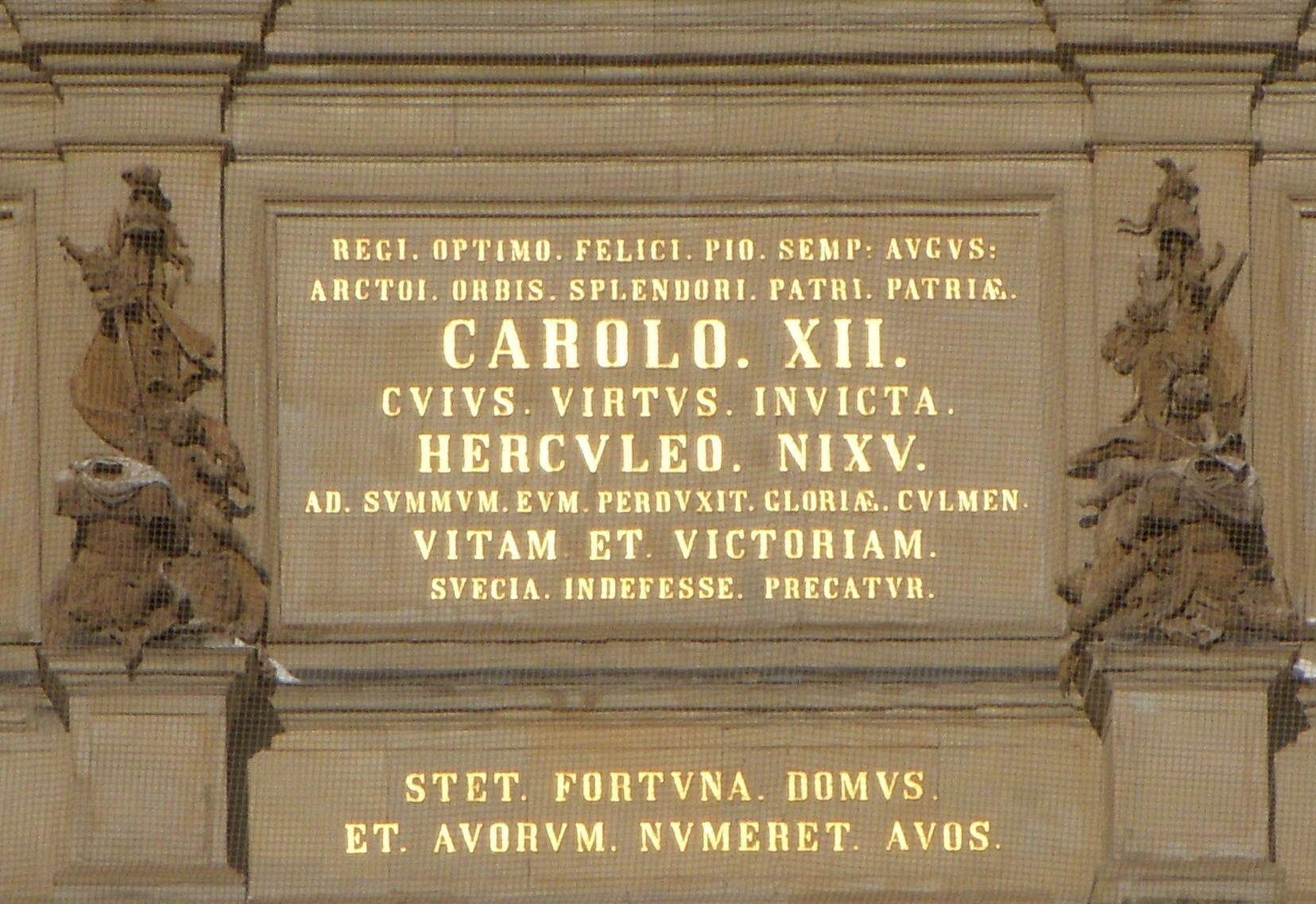
La plaque sur le portail.

Entre les colonnes de ce portail se situent au total quatre niches dans lesquelles ont été placées des statues d'enlèvements de femmes dans la mythologie. Ces statues ont été réalisées par Bernard Foucquet l'Ancien au début du XVIIIe siècle, mais n'ont été placées dans ces espaces initialement vides qu'à l'initiative d'Oscar II en 1897.

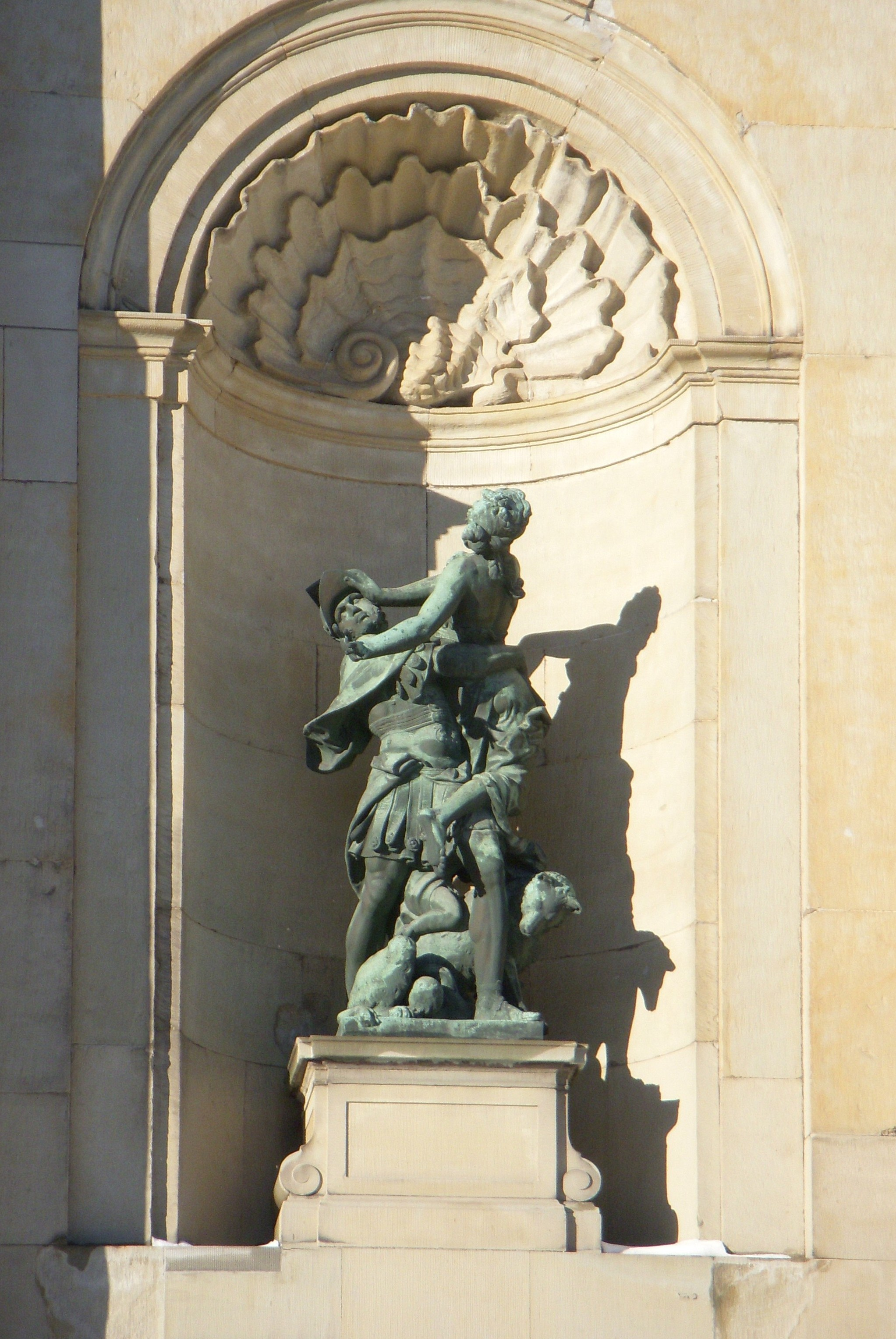
Pluton et Proserpine.
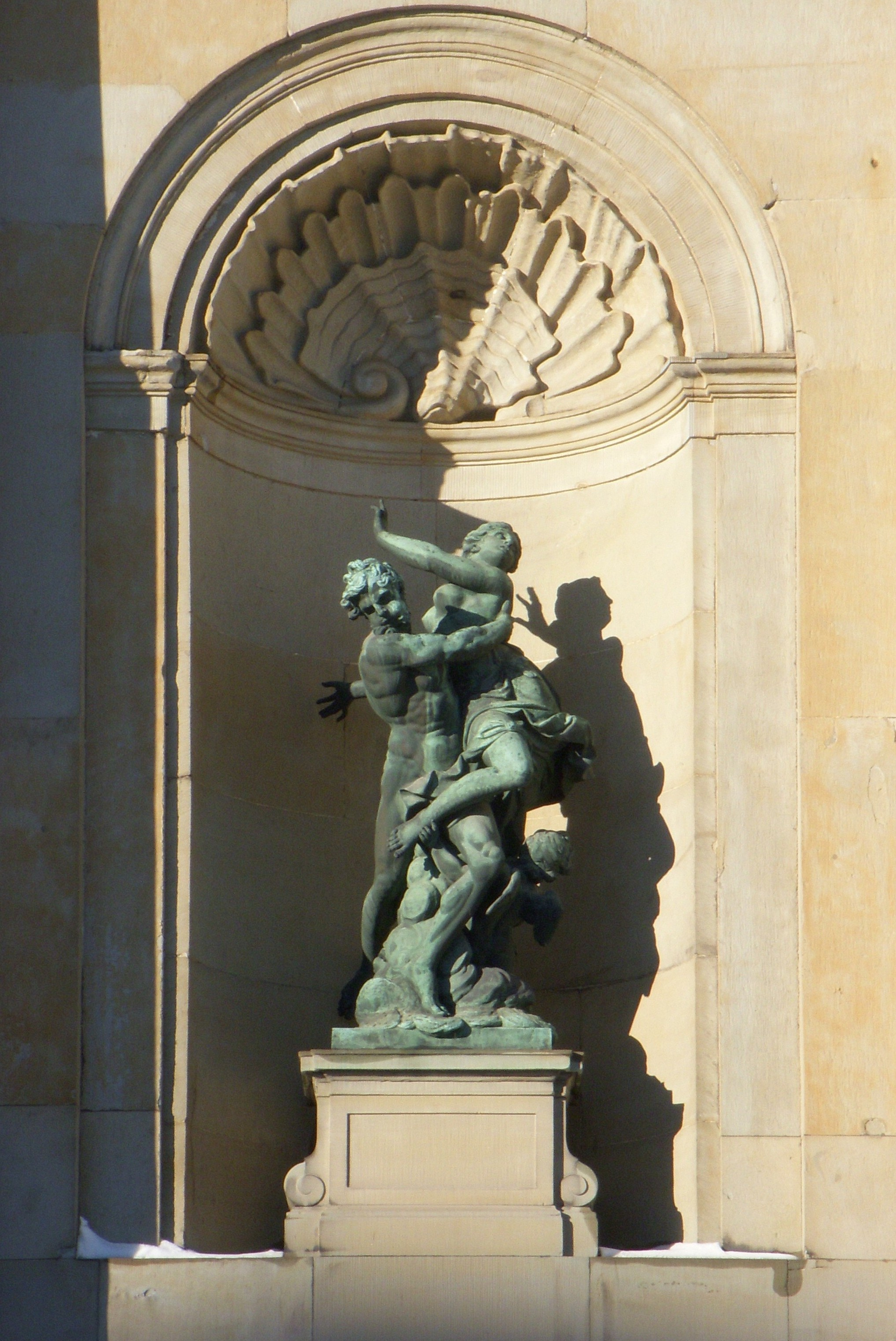
Pâris et Hélène.
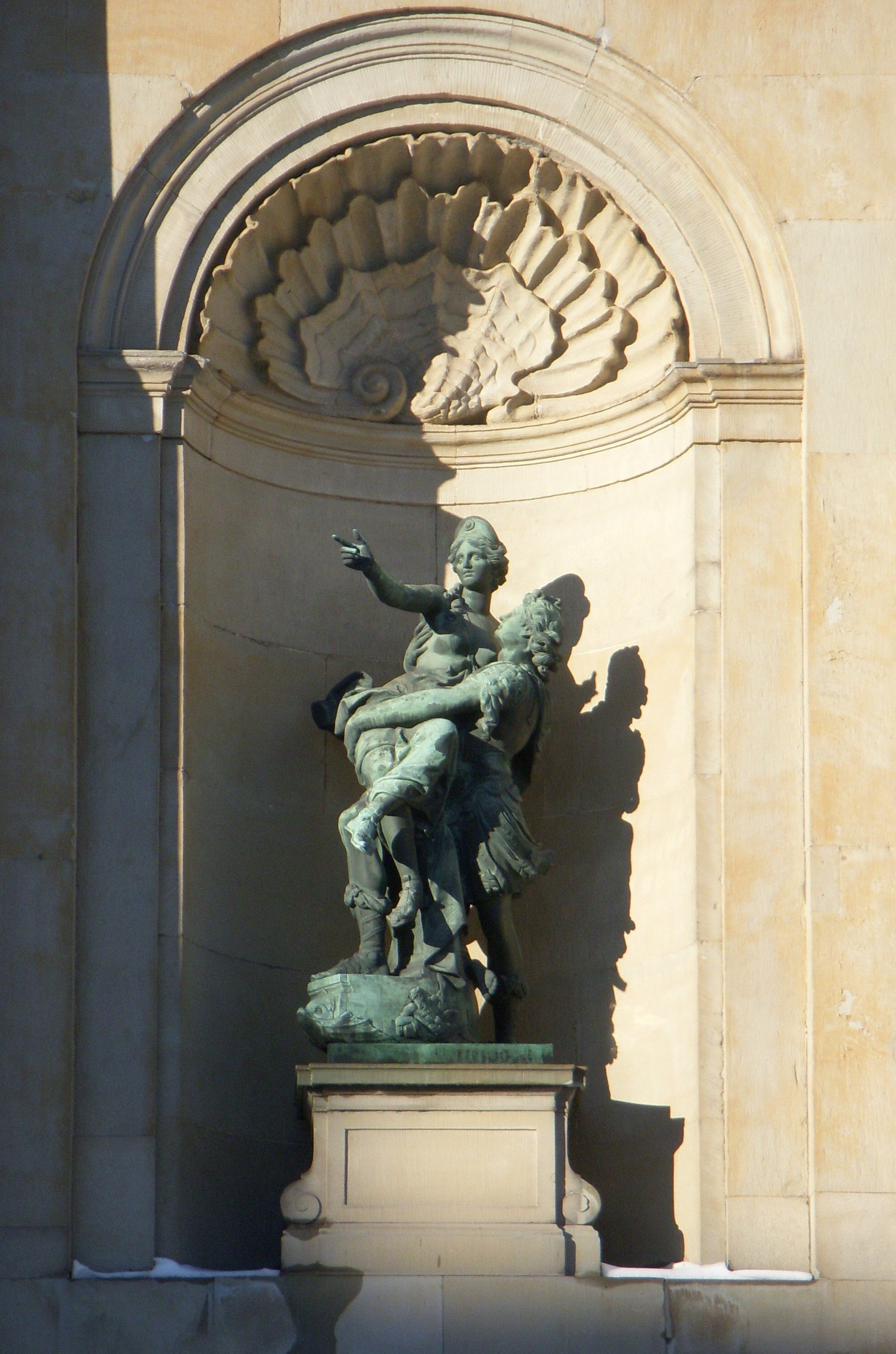
Borée et Orithye.
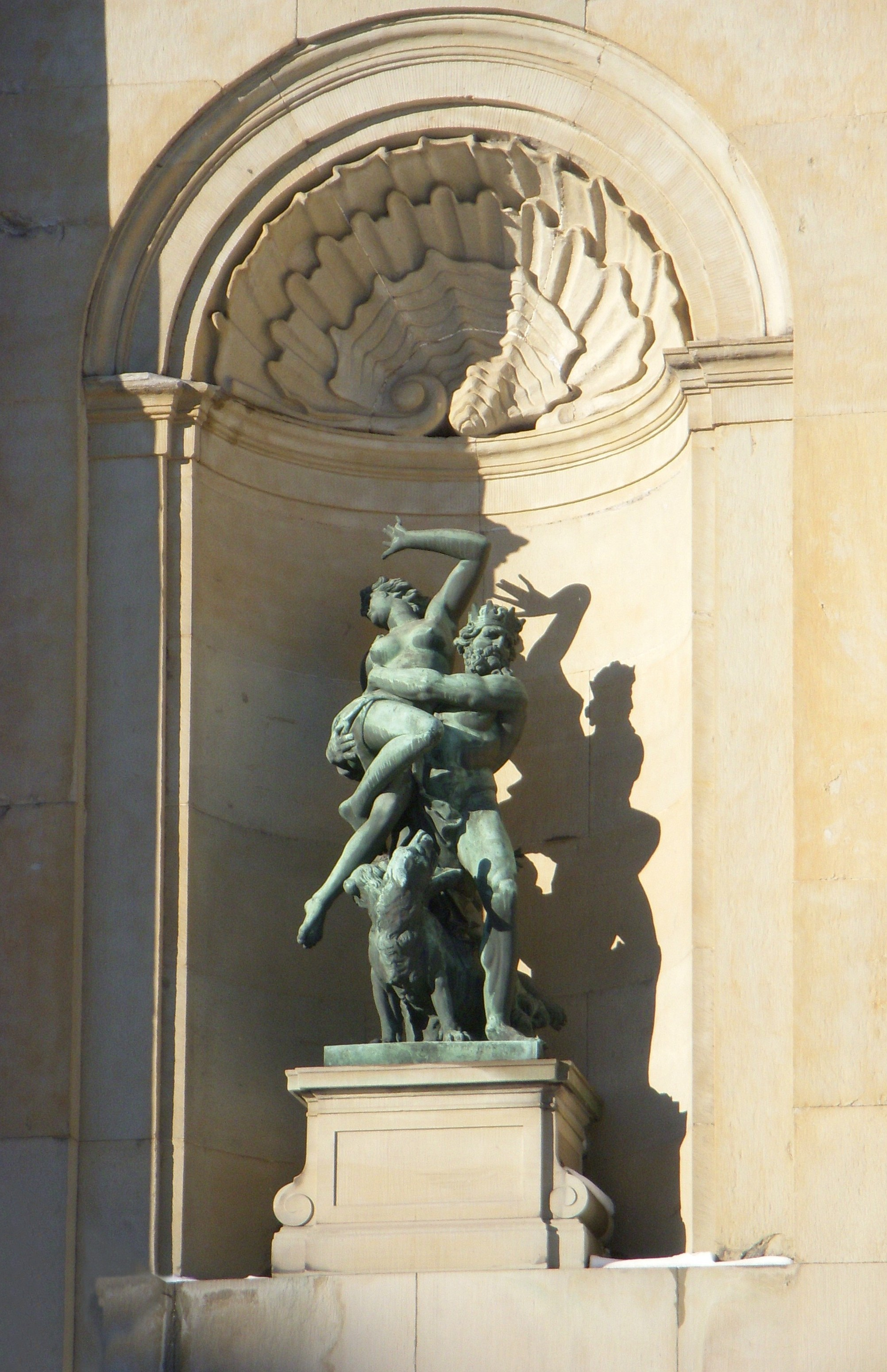
Romulus et Hersilie (enlèvement des Sabines).

D'autres motifs mythologiques remplacent la rangée supplémentaire de petites fenêtres au premier étage. Il s'agit de 16 reliefs en bronze effectués en 1699-1700 par René Chauveau et qui ornaient initialement un des escaliers du château, mais ils ont eux aussi été déplacés sous l'ordre d'Oscar II. Ces reliefs représentent les célèbres métamorphoses d'Ovide, avec par exemple le Deucalion et le Déluge, Pyrrha et Hellen, Persée et Méduse, etc.

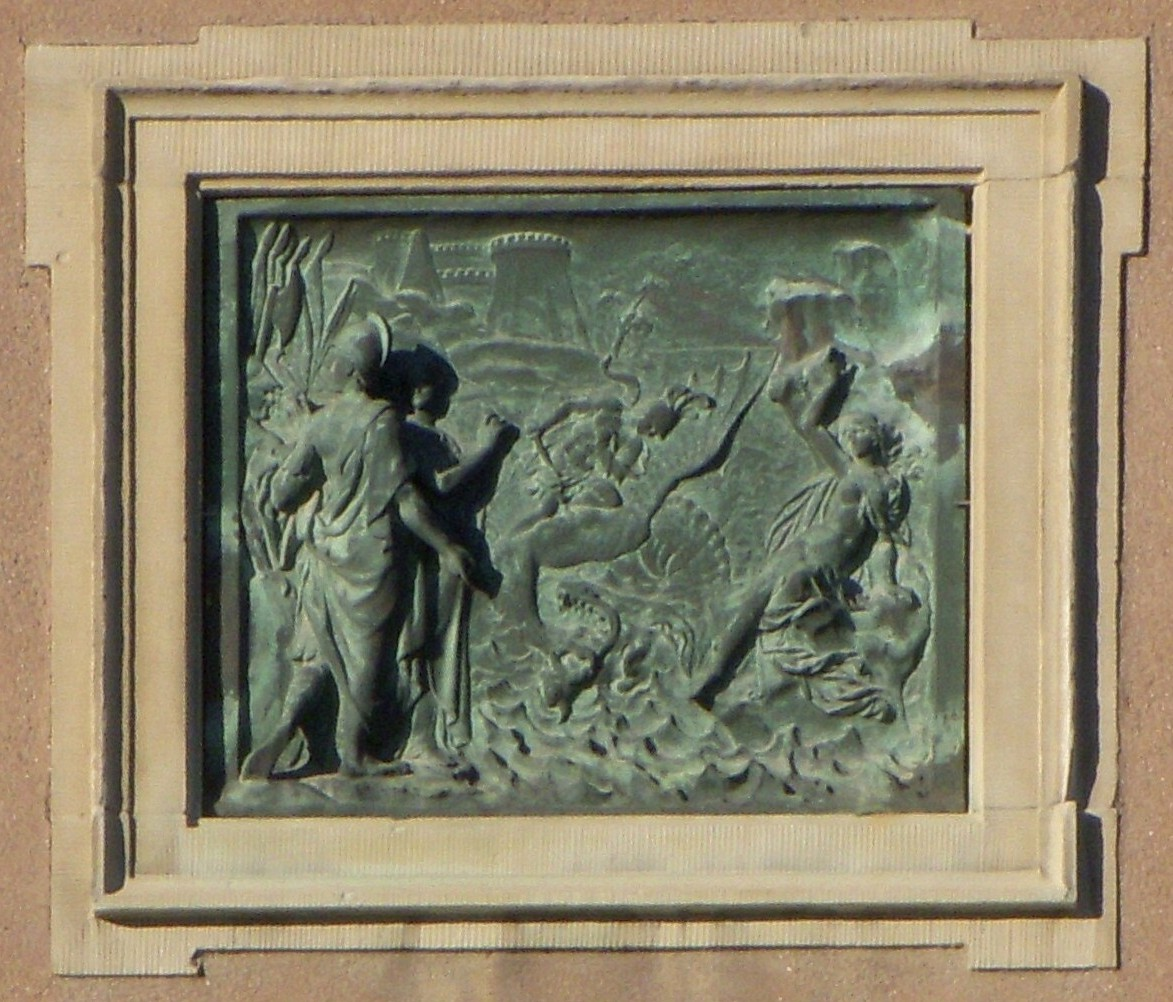
Persée et Andromède.
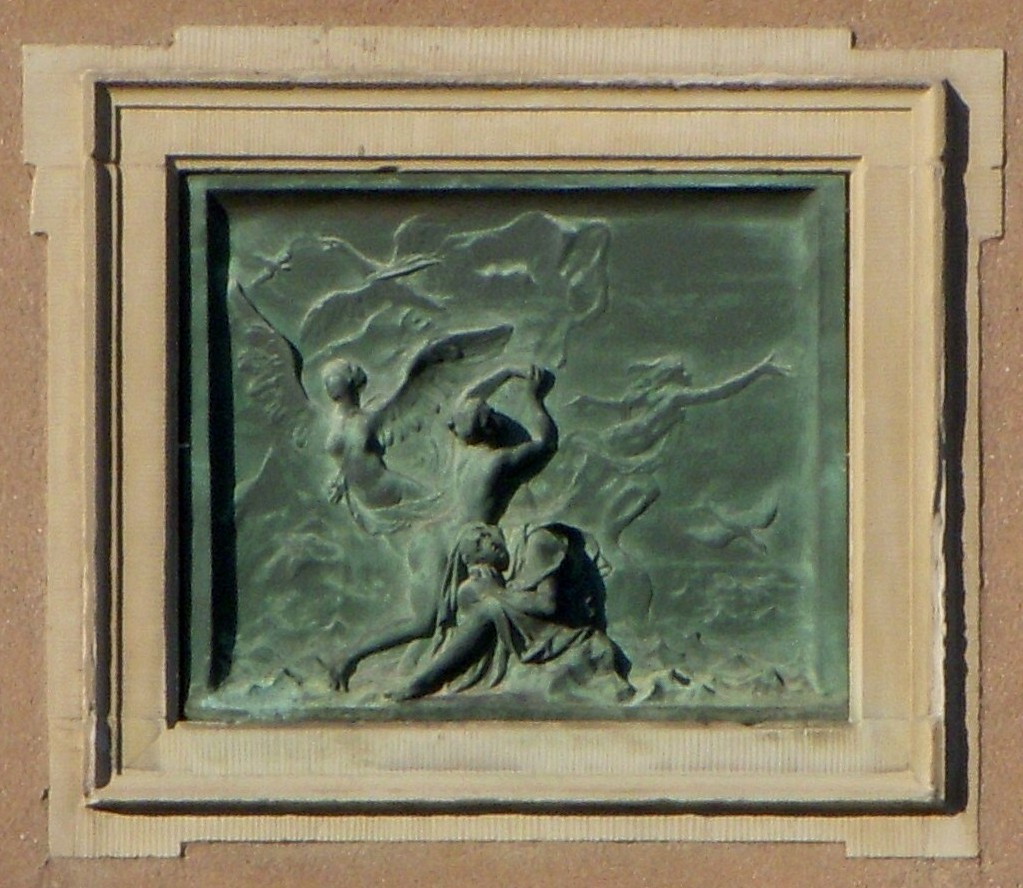
Junon.
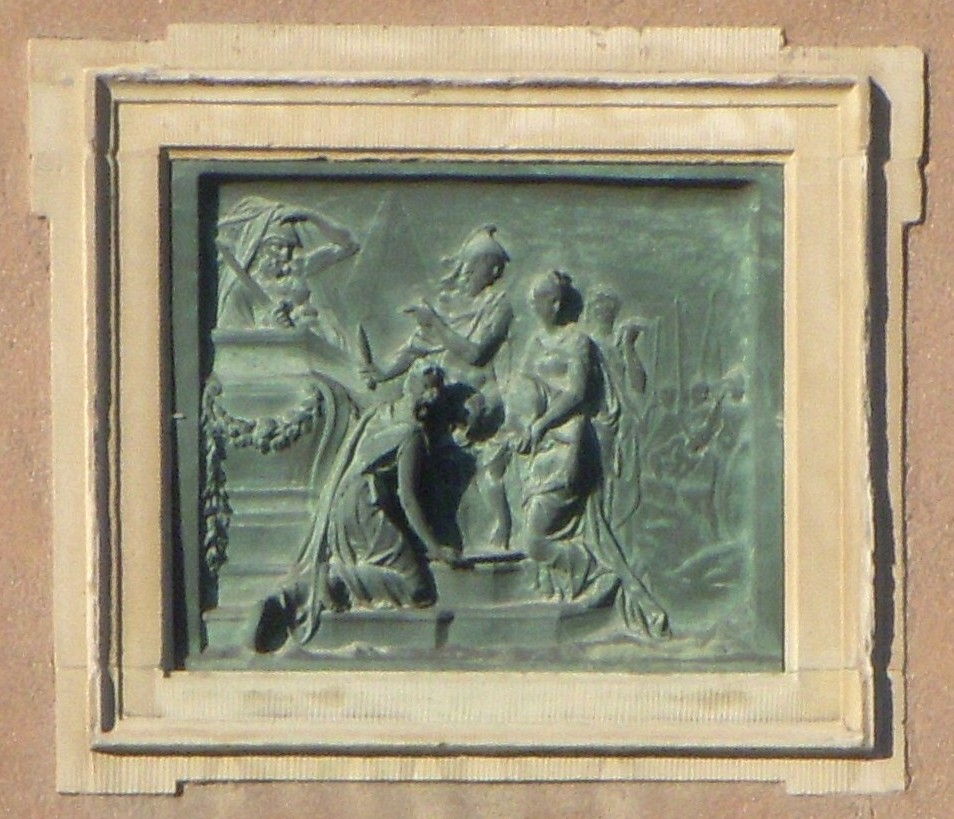
Polyxène sur la tombe d'Achille.
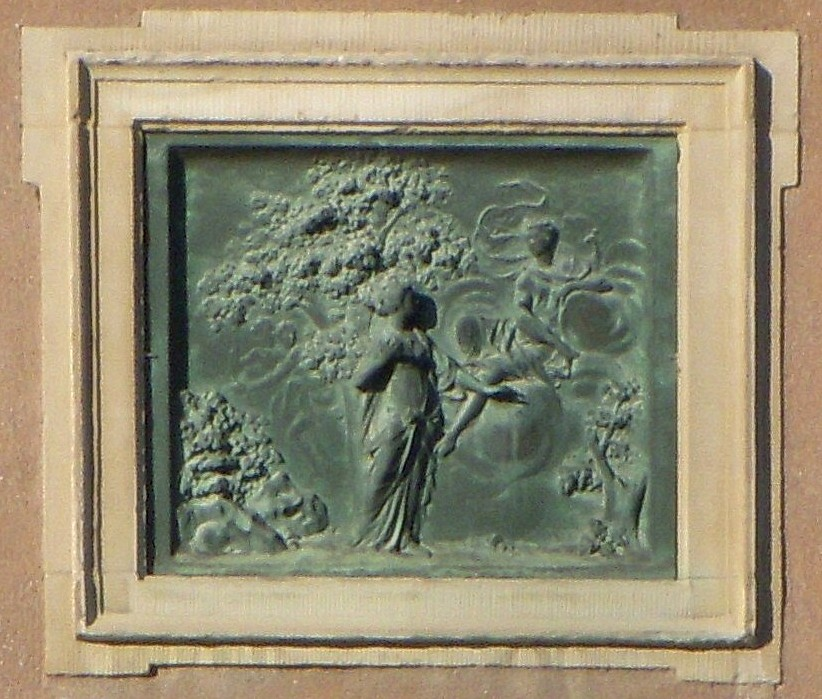
Motif inconnu.

Le long de la façade se trouvent huit autres niches originellement vides, mais suivant la volonté d'Oscar II, on y plaça des statues de Suédois notables. Ces statues, faites par Johan Axel Wetterlund en zinc, mesurent environ 2,8 m de haut. Elles représentent Erik Dahlbergh, Carl von Linné, Nicodème Tessin le Jeune, Georg Stiernhielm, Haquin Spegel, Olof von Dalin, Rutger von Ascheberg et Carl Fredrik Adelcrantz. Ces statues symbolisent la grandeur de la Suède.

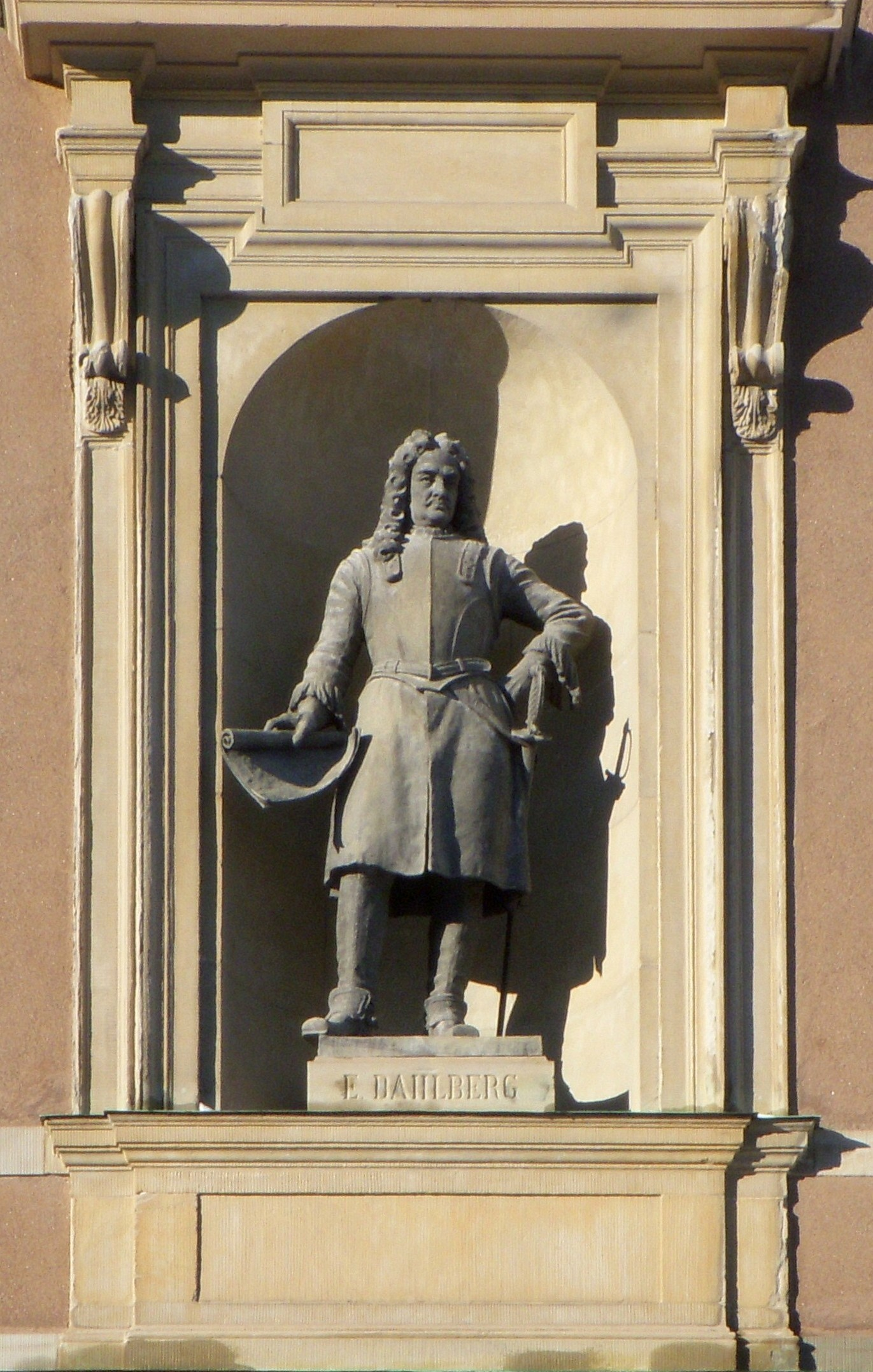
Erik Dahlbergh.
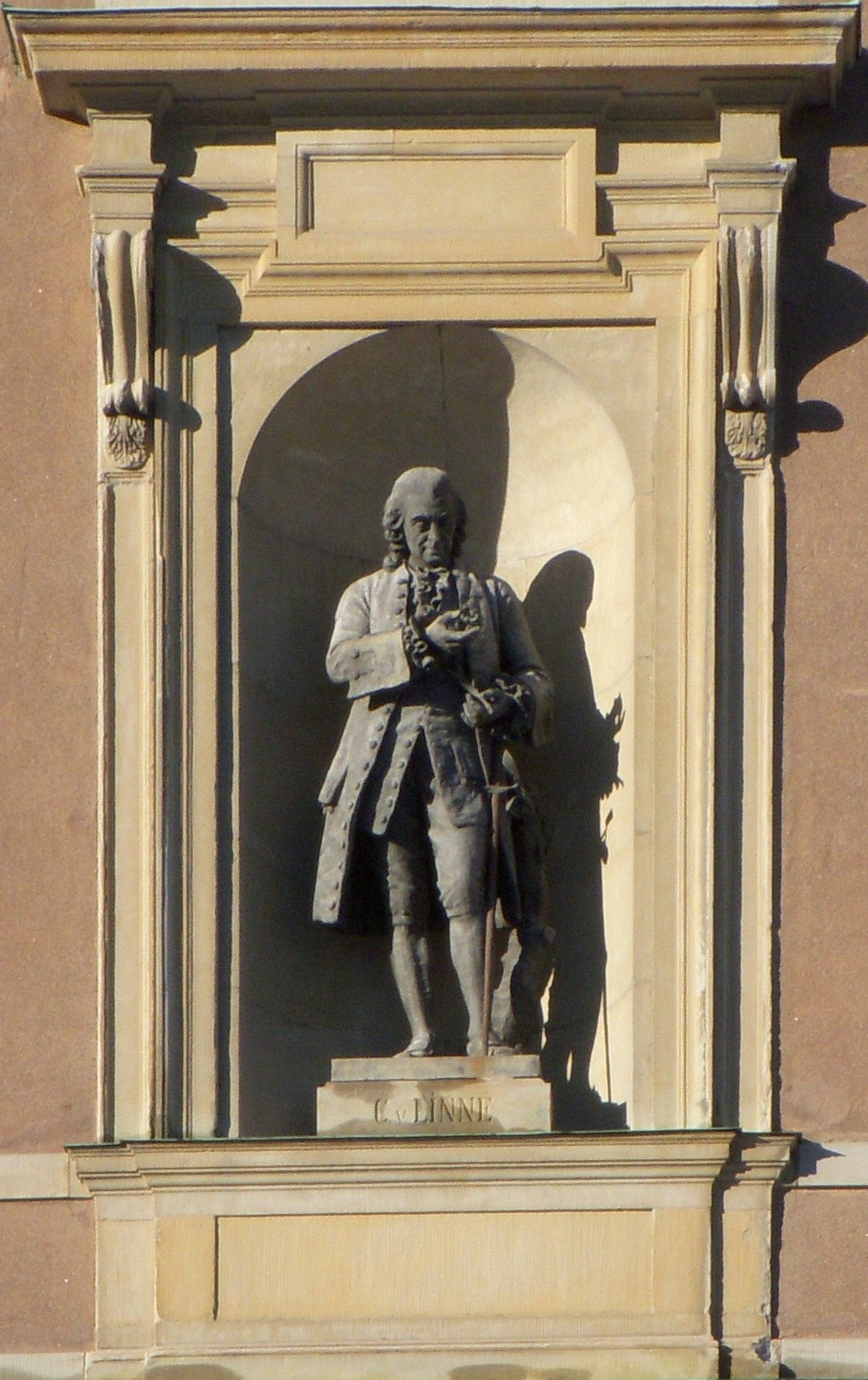
Carl von Linné.
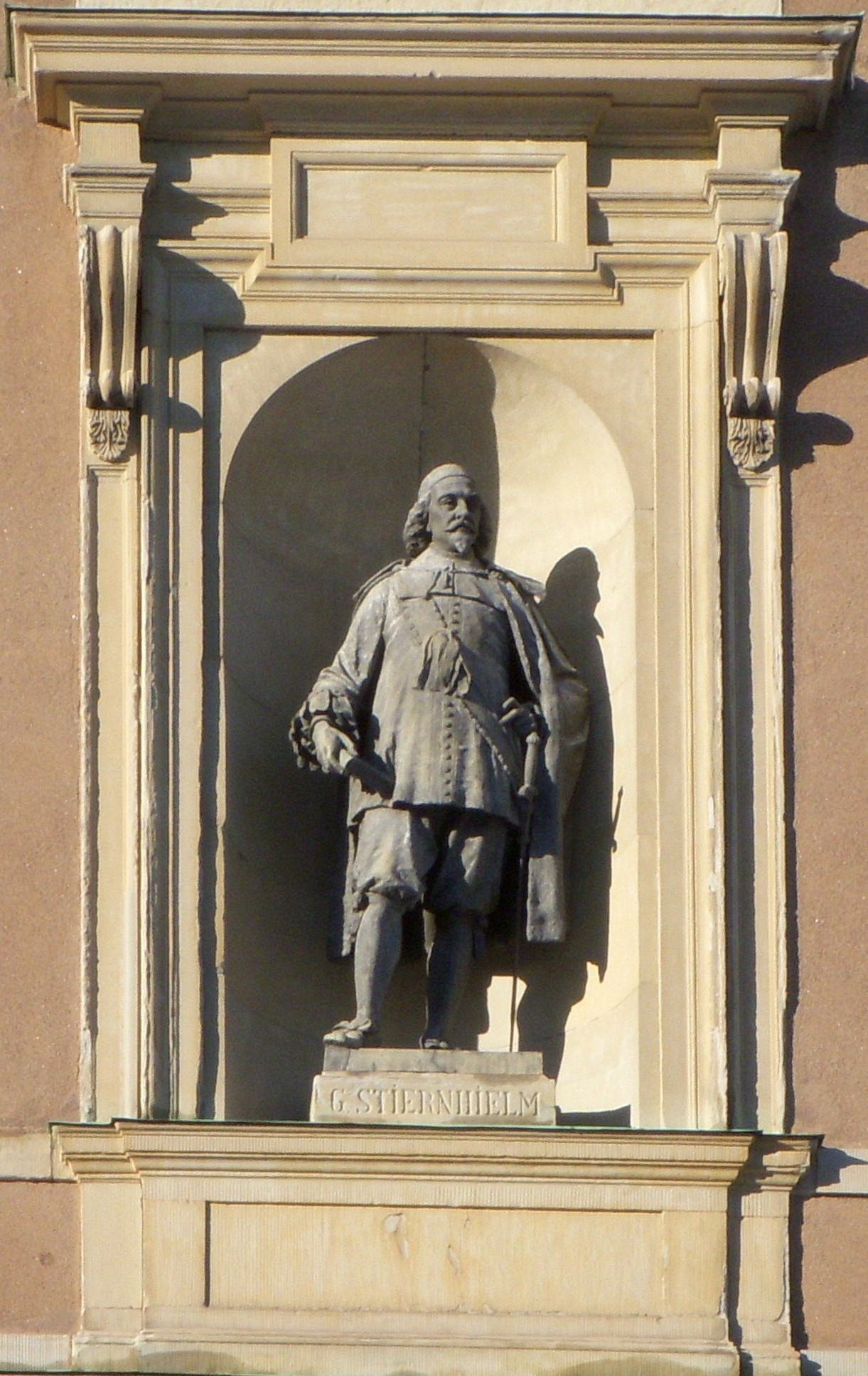
Georg Stiernhielm.
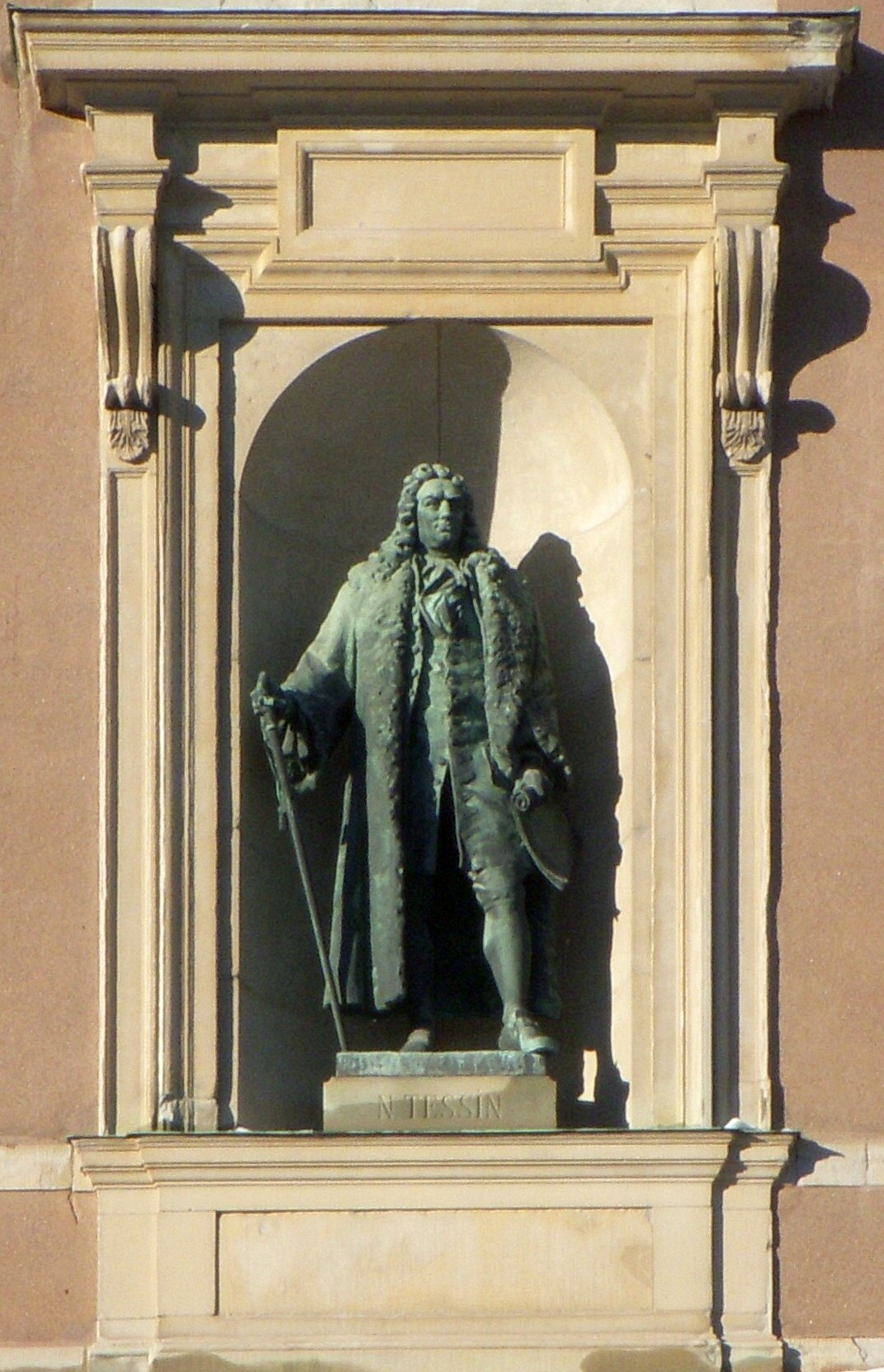
Nicodème Tessin le Jeune.

### Aile est
L'aile est représente la femme ou la reine. Au pied de la façade se trouve le parc du château : Logården. Sur la barrière qui ferme le parc se trouvent quatre sculptures représentant la clémence, la poésie, la musique et la religion. Ces statues, mesurant 1,5 par 1 m, ont été réalisées par Johan Axel Wetterlund et couvertes de bronze par Otto Meyer. Elles peuvent être vues comme une vision archaïque des intérêts des femmes.

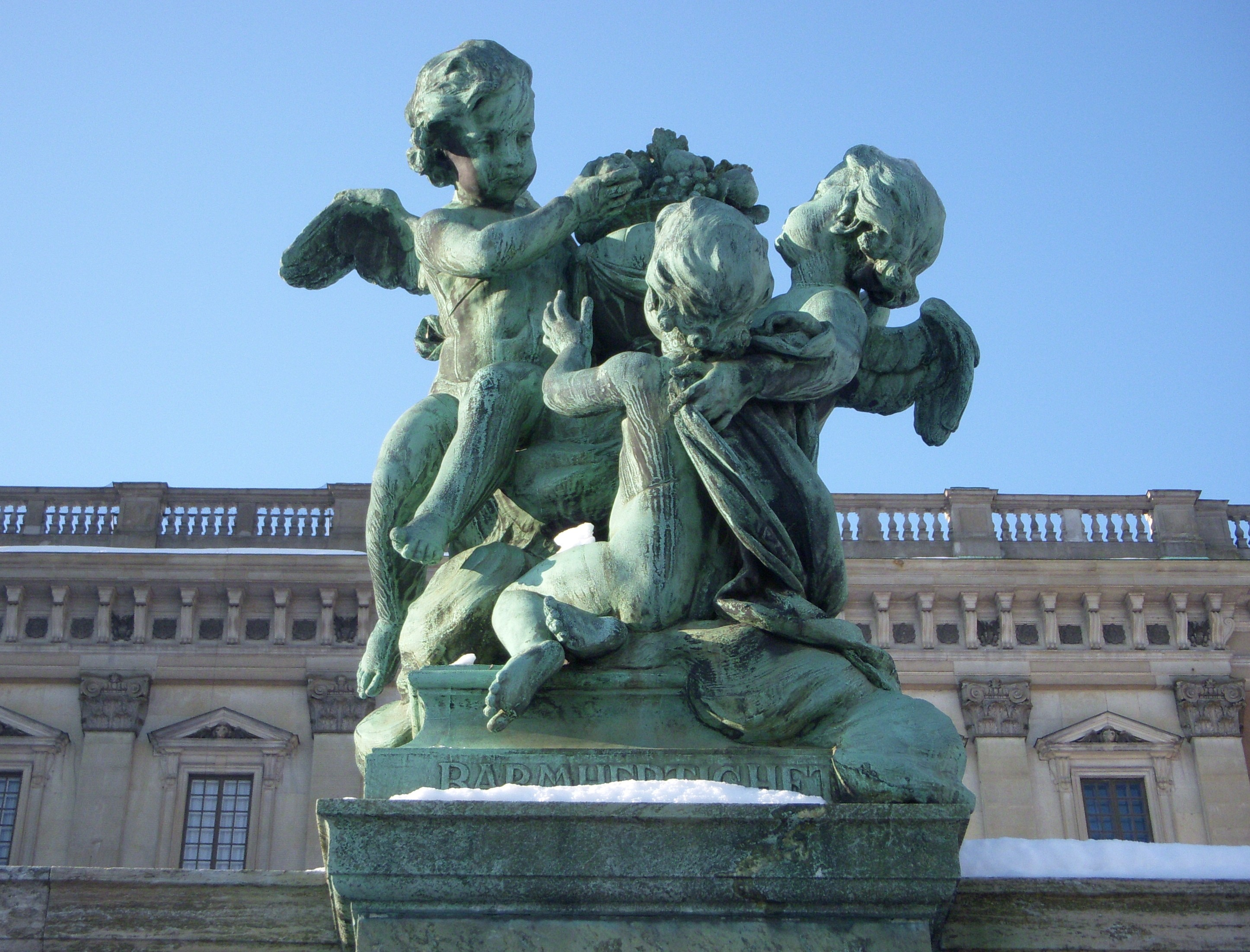
La clémence.
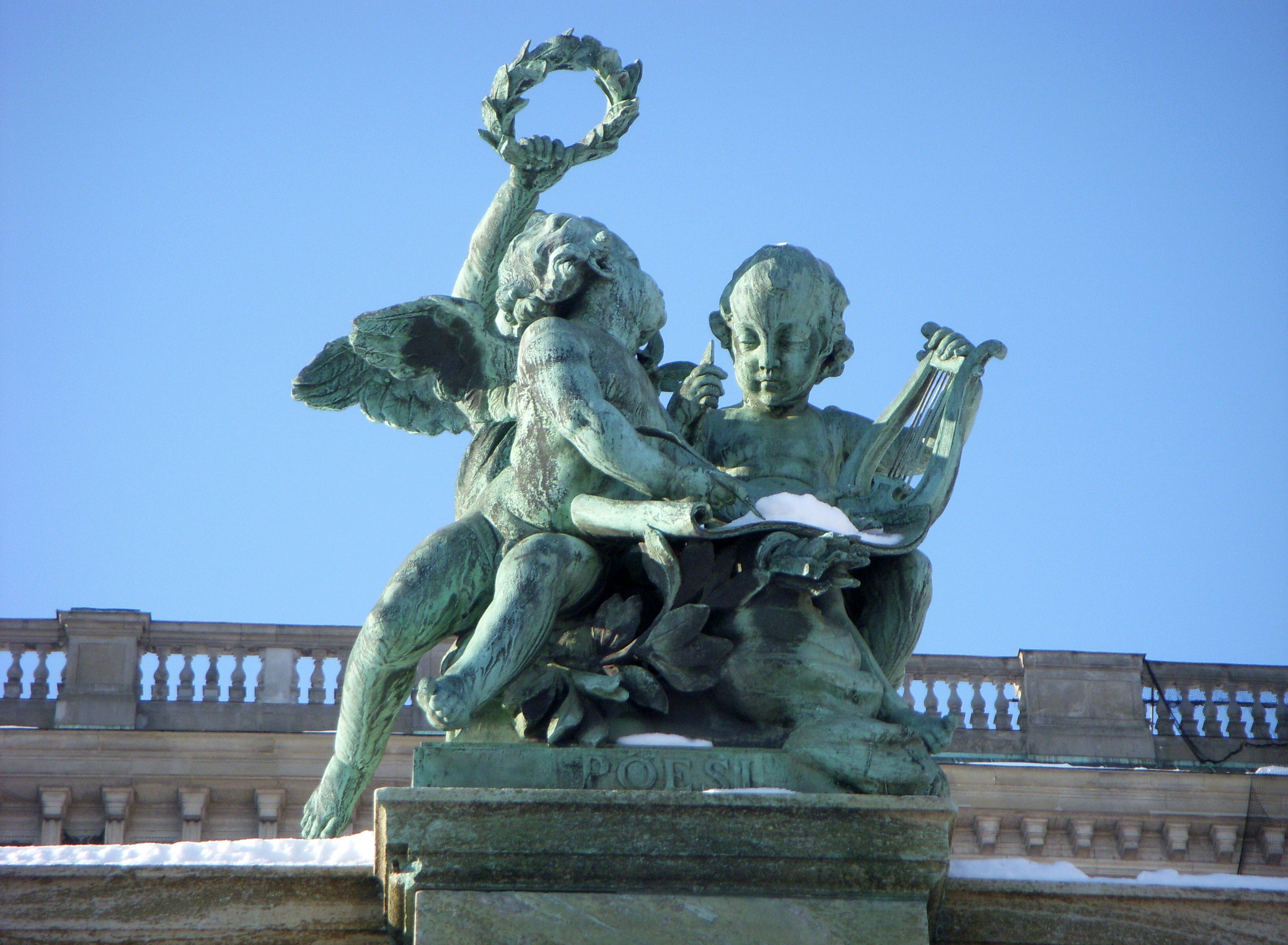
La poésie.
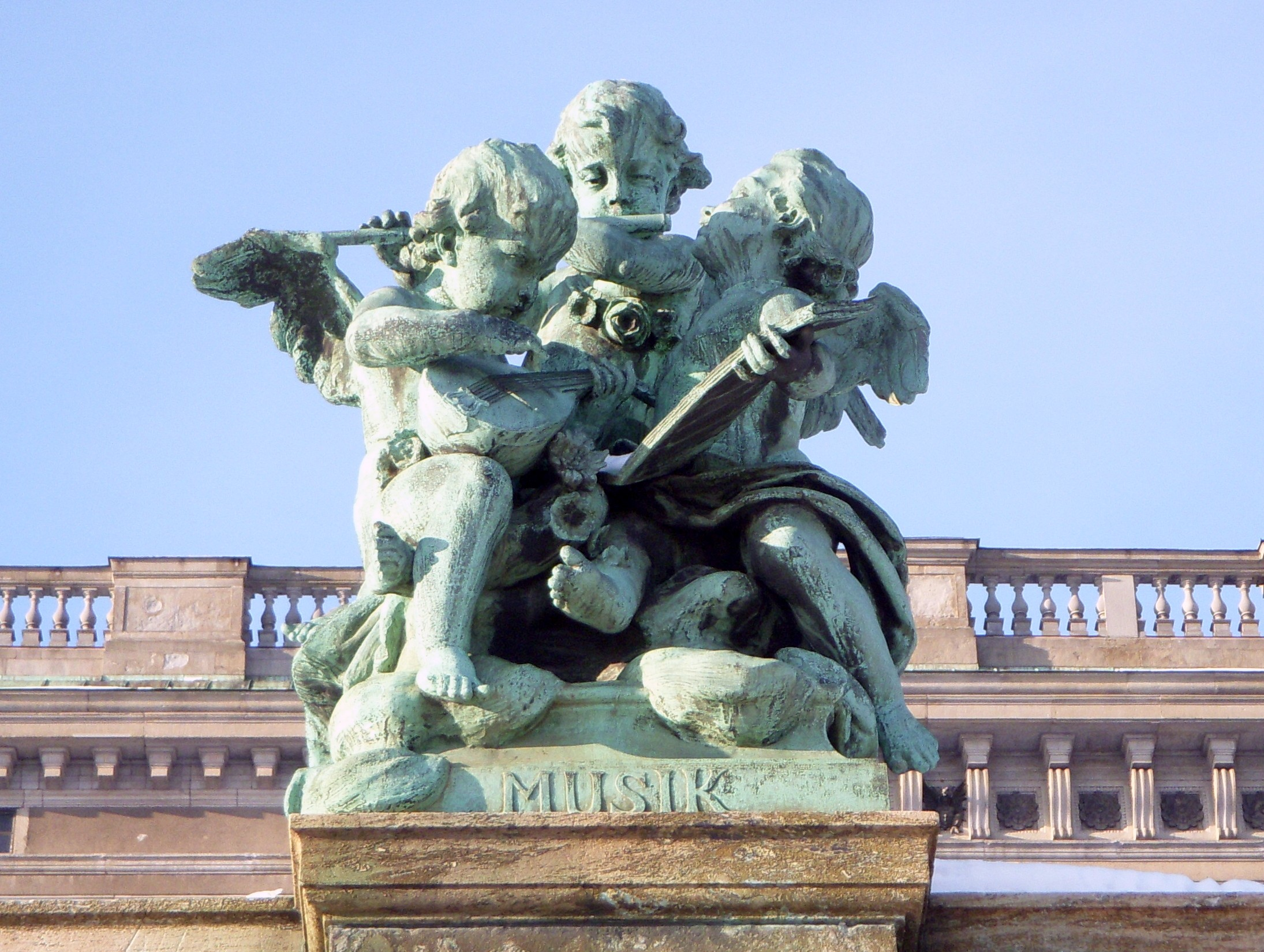
La musique.
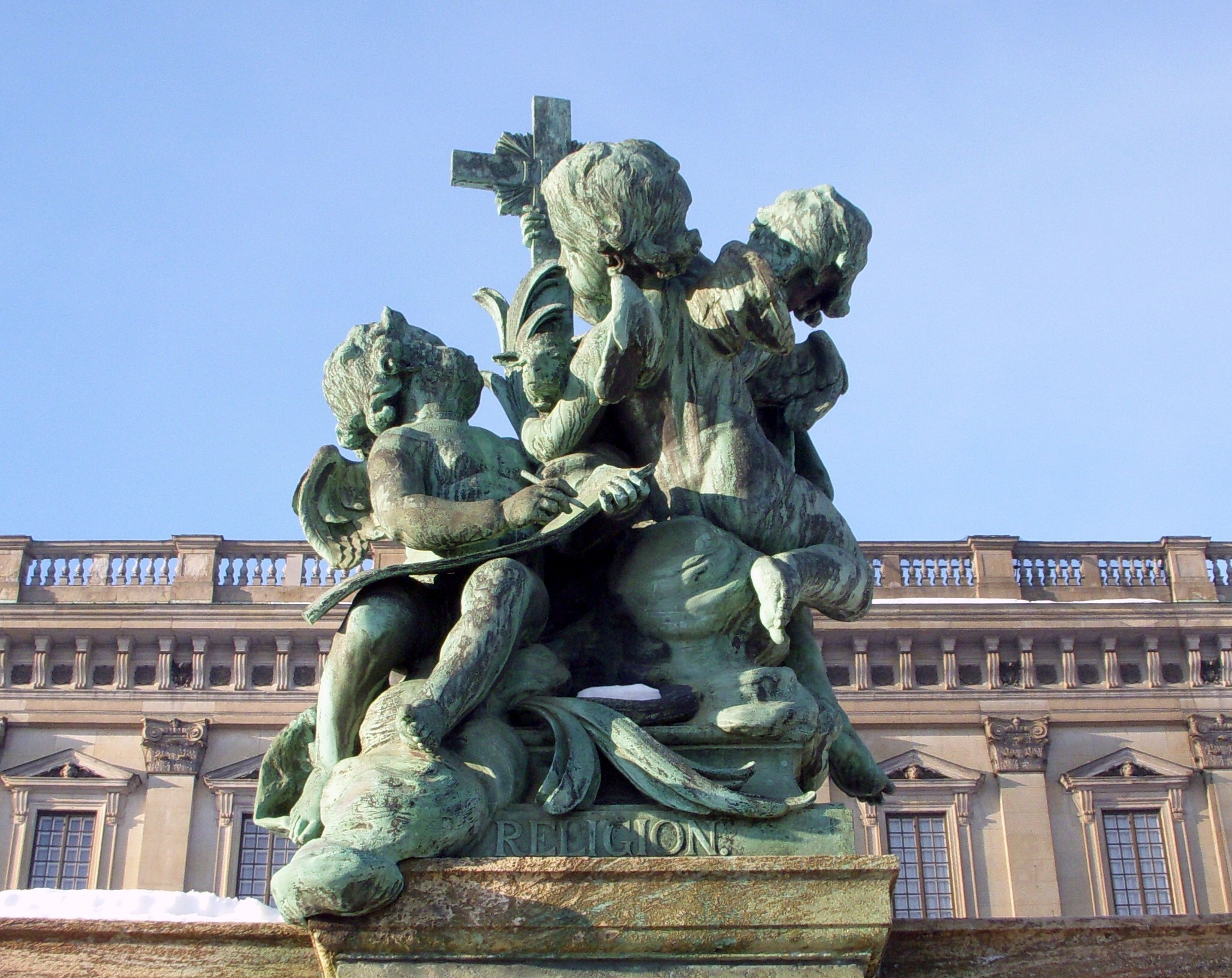
La religion.

Lors de la conception de la façade est avec Logården, Tessin s'est probablement inspiré des villas romaines, avec un escalier du jardin vers le portail. Le prototype pour la formation de la partie centrale avec ses pilastres entre les fenêtres des étages supérieurs est probablement le palais Chigi-Odescalchi de Gian Lorenzo Bernini, à Rome.
Deux ailes s'échappent de la façade en direction de l'est. Sur la façade est de chacune de ces deux ailes se trouvent une fontaine, ainsi que les bustes d'artistes ayant contribué à la construction du château : Guillaume Thomas Taraval, Pierre-Hubert L'Archevêque, Carl Gustaf Tessin et Carl Hårleman. Ils ont été réalisés en bronze en 1902 par Johan Axel Wetterlund. Entre les bustes se trouve une plaque en la mémoire d'Oscar II pour l'aile au sud et de Charles XI sur l'aile au nord.

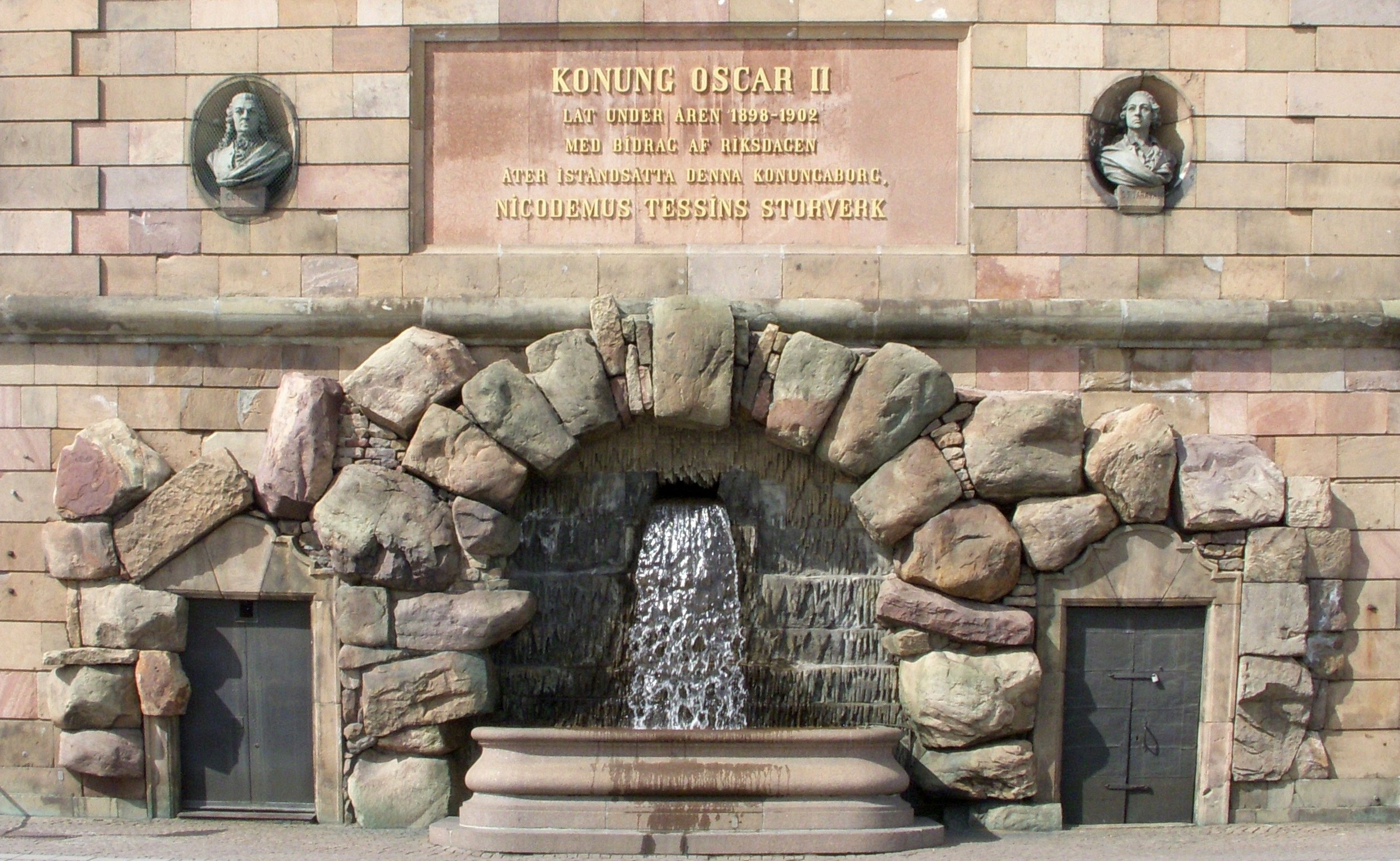
L'aile au sud avec Guillaume Thomas Taraval et Carl Gustaf Tessin.
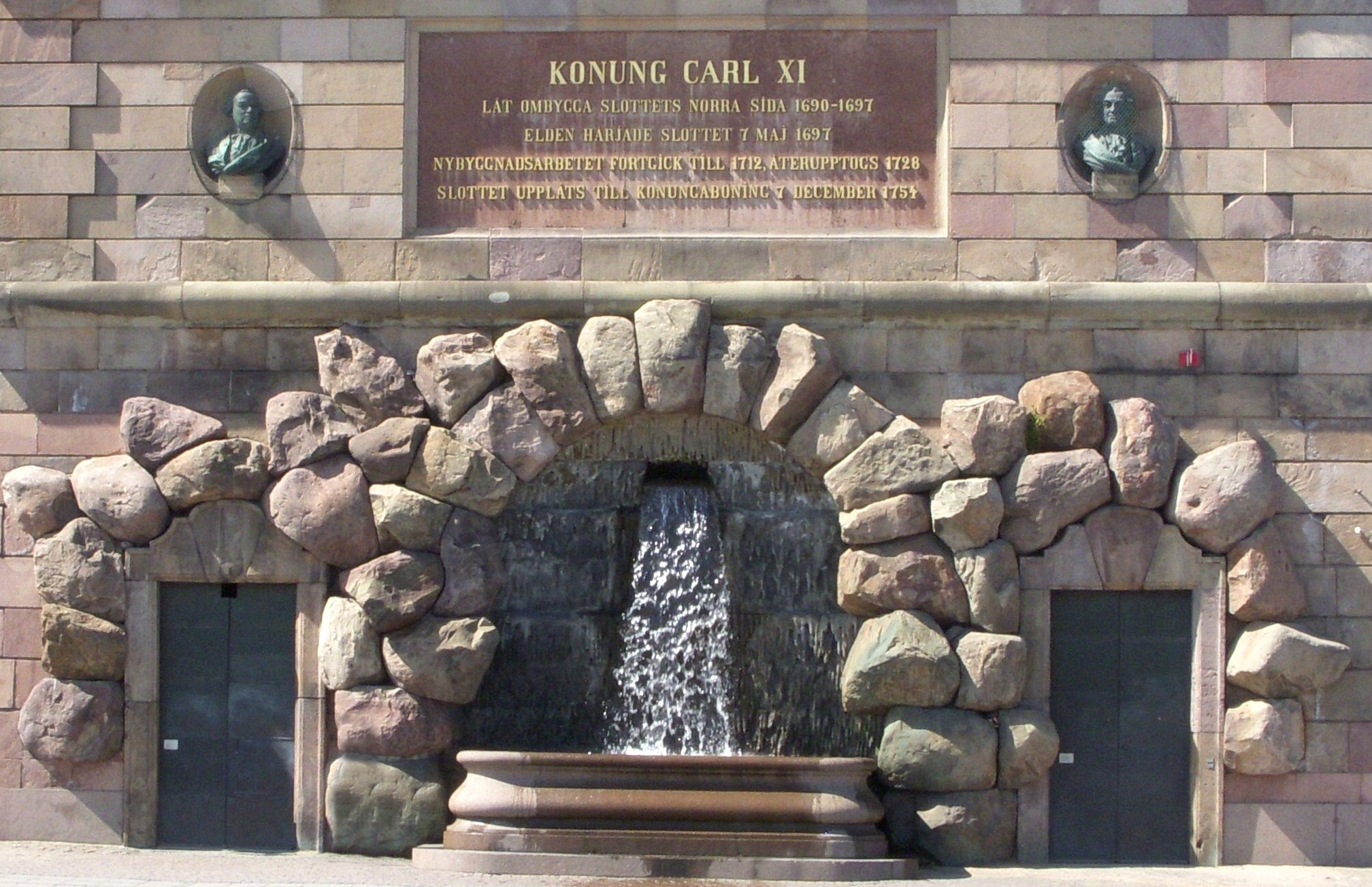
L'aile nord avec Pierre Hubert L'Archevêque et Carl Hårleman.

### Illuminations

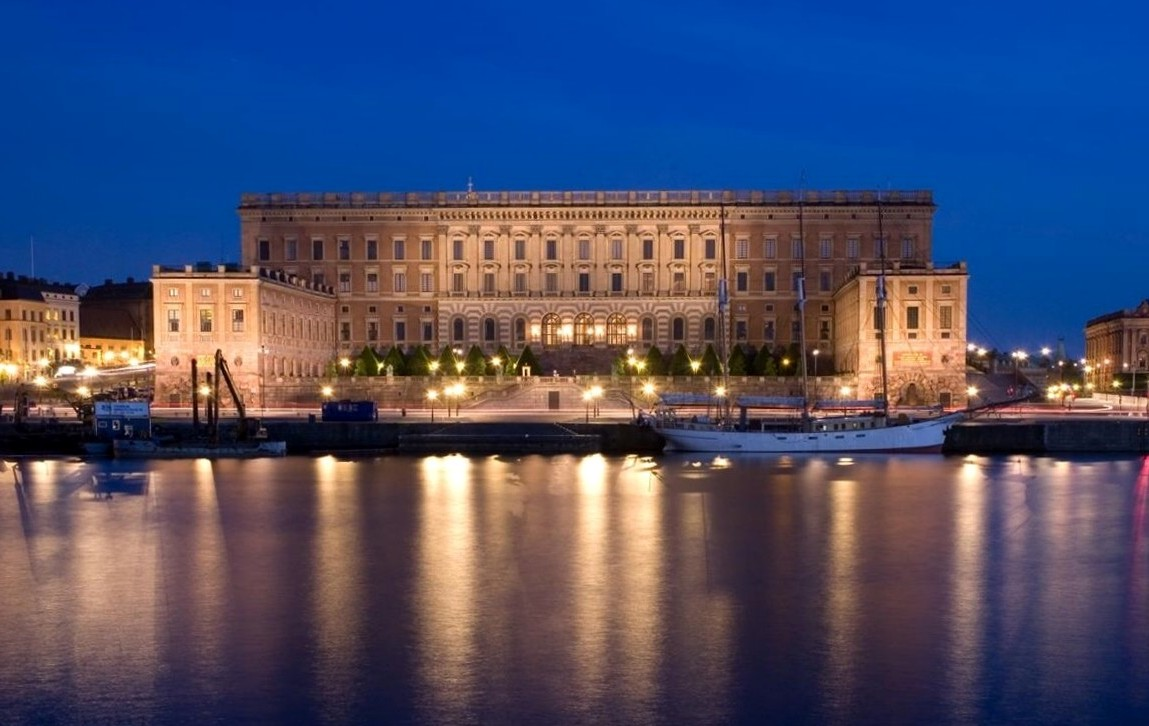
Illuminations de la façade est en juin 2007.

L'actuelle illumination de la façade a été inaugurée le 29 mars 2006 par le roi Charles XVI Gustave. Les illuminations précédentes dataient des années 1960 et leur intensité avait progressivement diminué jusqu'à laisser le château presque intégralement dans le noir.
Cette nouvelle illumination fut mise en place après de longues discussions et plusieurs essais. Les nouvelles lampes produisent deux fois plus de lumière que les anciennes pour une consommation d'énergie diminuée de moitié. Le projet a été mené par l'administration des biens immobiliers de l'État suédois (Statens Fastighetsverk), l'architecte Johan Celsing et l'autorité des transports de Stockholm (Trafikkontoret), qui est entre autres responsable de l'éclairage public. D'après Johan Celsing, l'éclairage est censé appuyer les formes et les nuances du château, mettant en valeur les détails décoratifs qui se verraient autrement difficilement dans l'obscurité.

## Architecture intérieure

### Vue d'ensemble

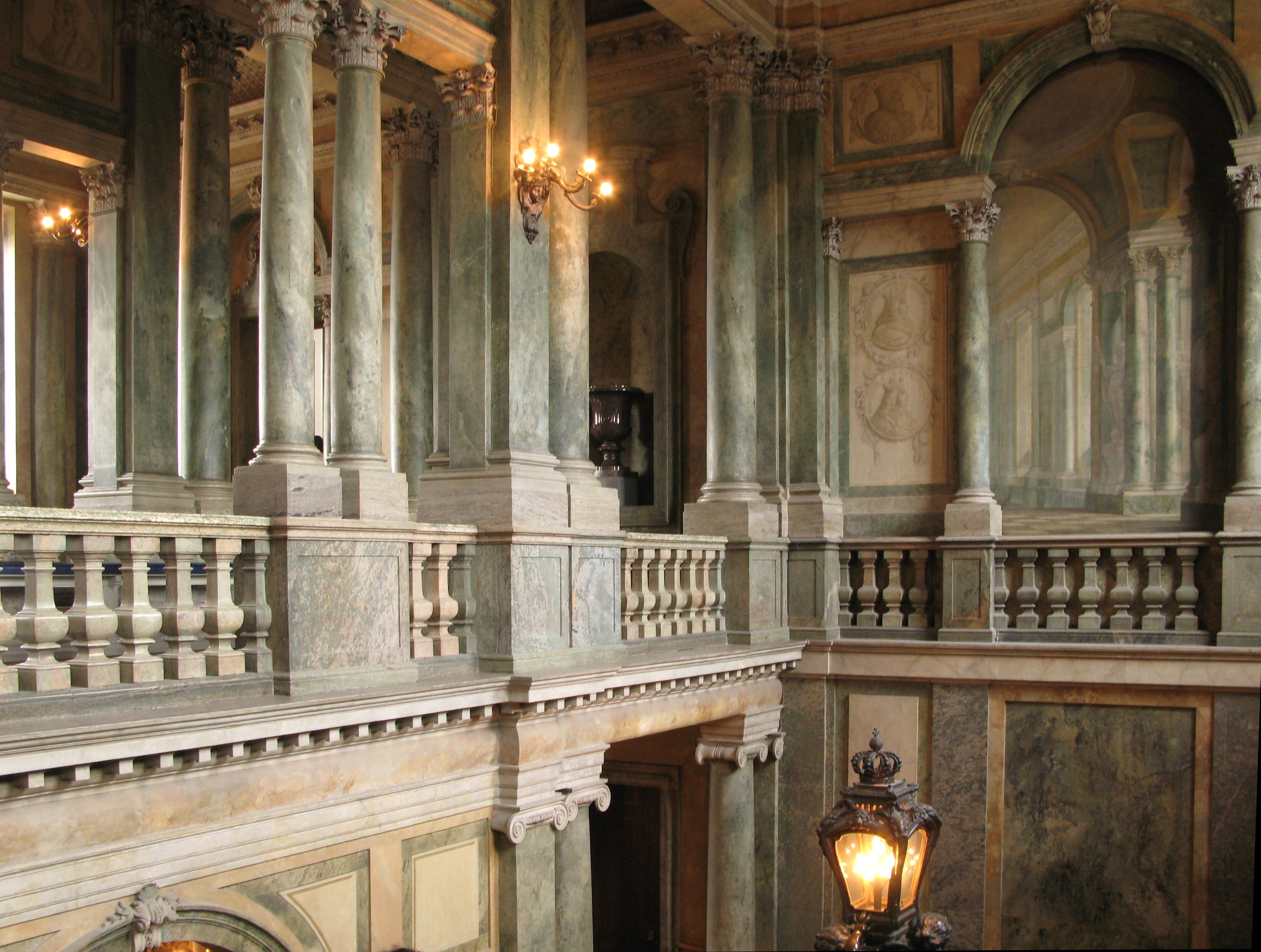
La cage d'escalier ouest.

Le château compte en 2009 1 430 pièces, dont 660 avec fenêtres.
Le château comporte deux étages, ainsi qu'un sous-sol et un étage intermédiaire appelé étage 1⁄2 :
- Le sous-sol comprend 104 salles. Il est principalement composé d'un étage, mais en comporte par endroits deux et il y a d'importantes différences de niveau d'un point à l'autre du château. Il était principalement utilisé pour le stockage et comme prison. On y trouve des restes du château Trois Couronnes. À la fin du XIIe et au XVIIIe siècle se trouvait à cet étage des caves à vin au niveau de l'aile ouest et elles s'y trouvent probablement encore[16].
- Le rez-de-chaussée est l'étage le plus vaste du château. Il était principalement utilisé par la cour. On y trouve aussi les entrées du château, ainsi que l'église du château et la salle du trône.
- L'étage mezzanine est composé de 115 salles. Cet étage est aussi appelé étage 1⁄2 (halvvåningen) du fait que cet étage a une hauteur équivalente à la moitié des autres. C'est là encore un étage principalement réservé à la cour, mais les appartements des princes et princesses se trouvaient également parfois ici. On y trouve aussi le petit appartement des invités.
- Le premier étage comprend 67 salles. Dans l'aile nord se trouve entre autres la galerie Bernadotte et dans l'aile est se trouve la section privée. C'est ici que vivait l'actuel roi Charles XVI Gustave avec sa famille jusqu'en 1981, lorsqu'ils ont déménagé vers le château de Drottningholm.
- Le deuxième étage comporte 57 salles. On y trouve les appartements des invités, la salle de réception et les appartements de Prince Bertil.
- Les combles sont constitués d'environ 25 salles utilisées principalement pour le stockage.

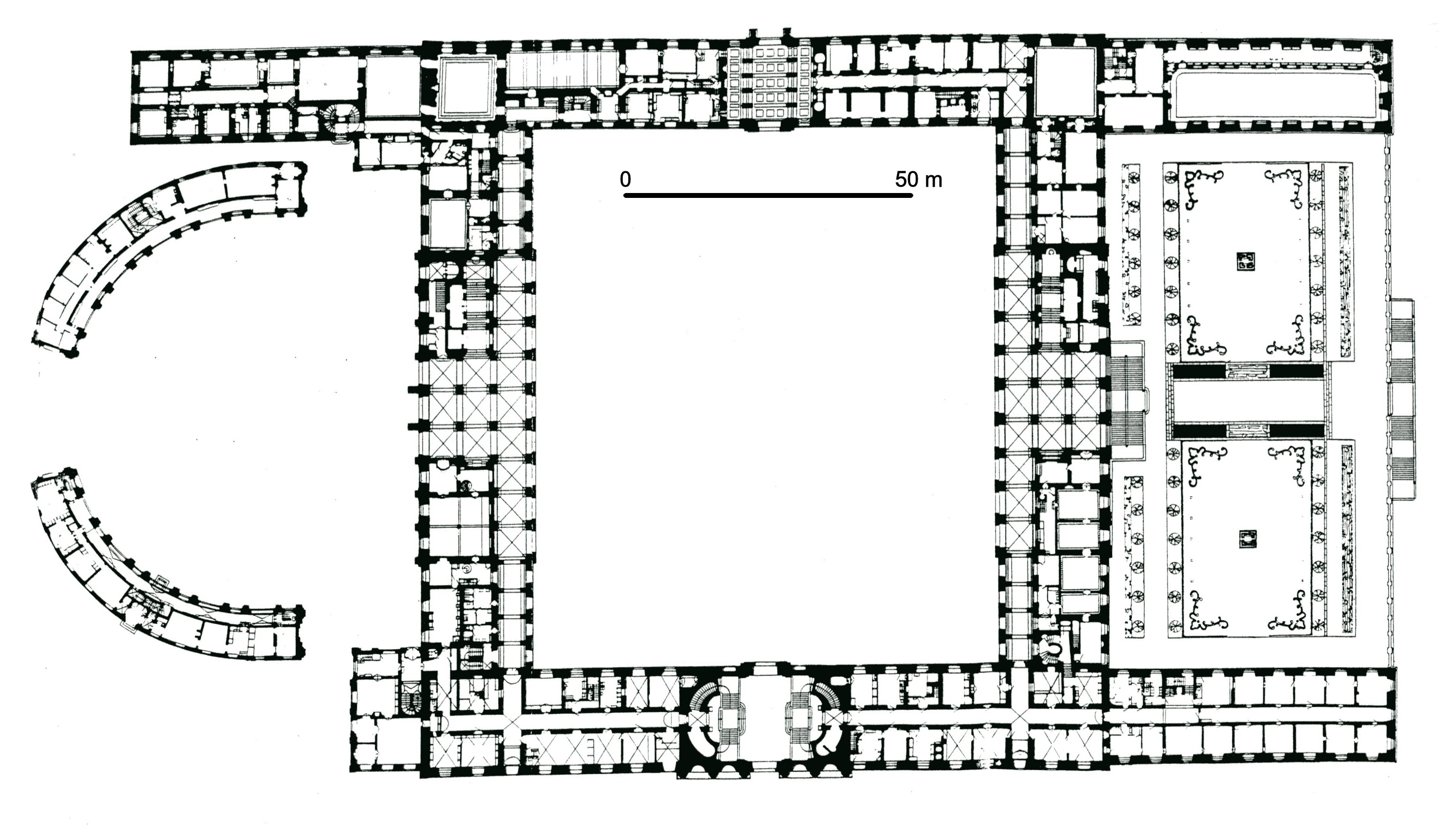
Rez-de-chaussée.
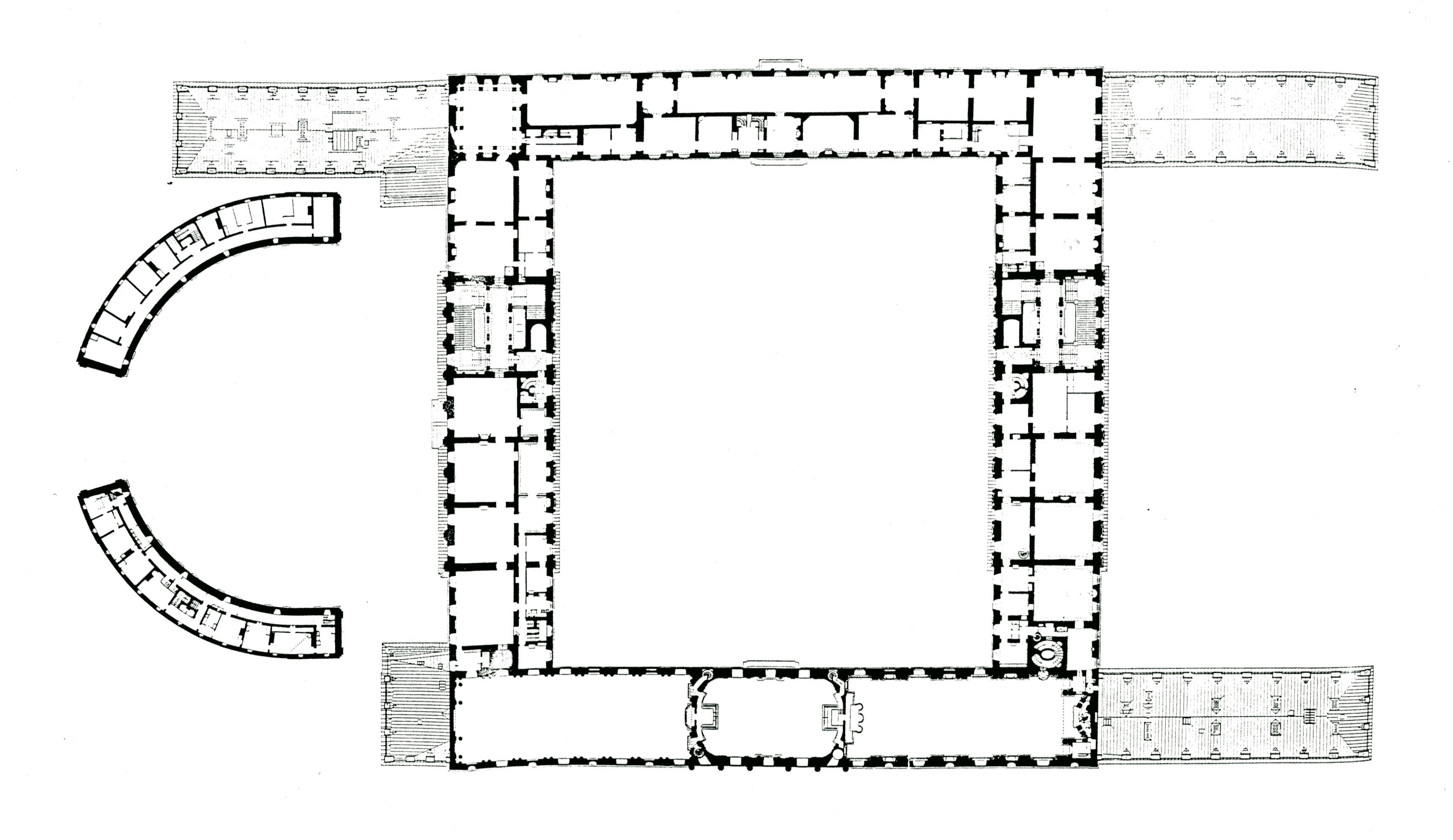
Premier étage.
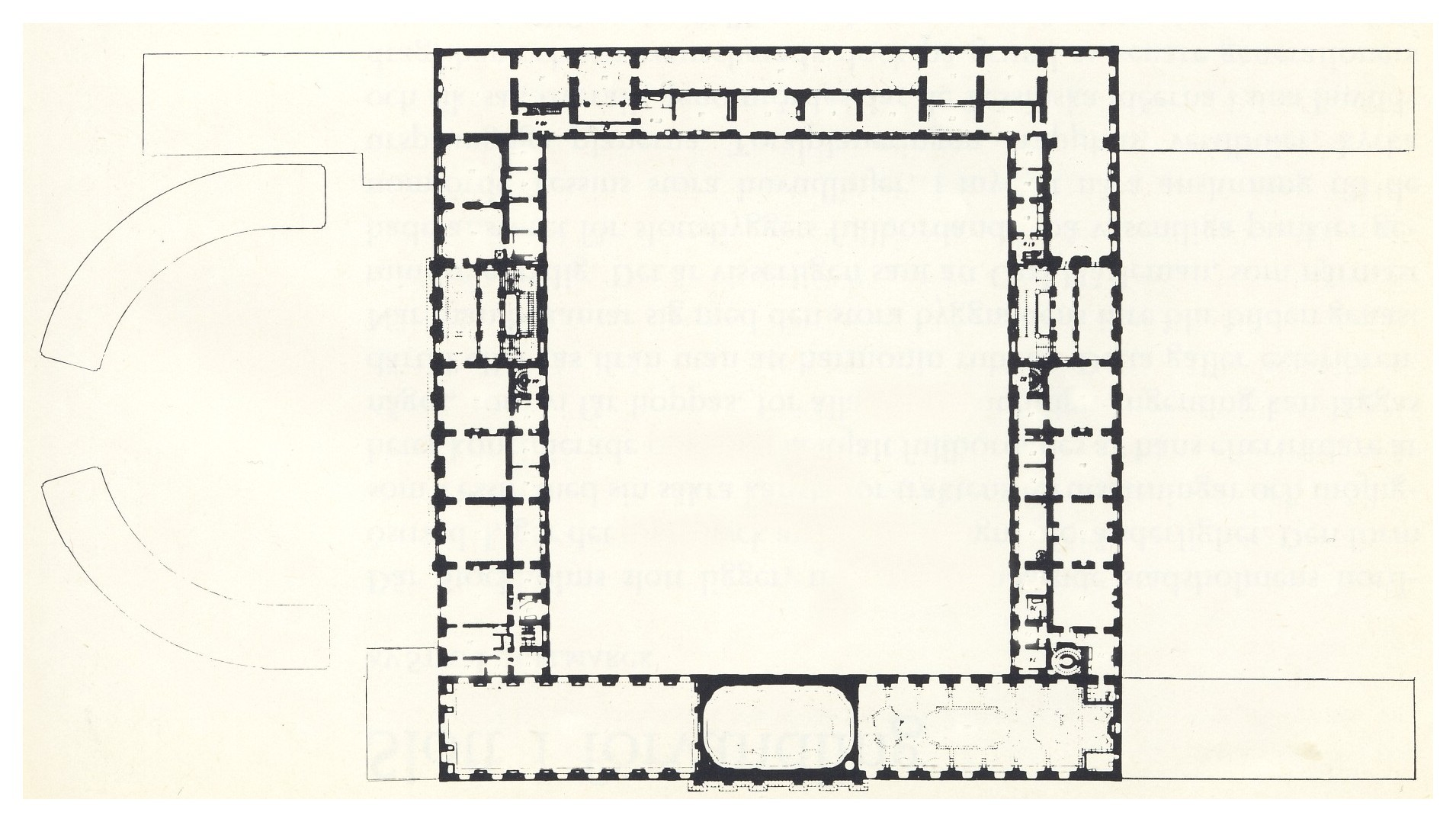
Deuxième étage.

| Étage           | Aile sud                          | Aile ouest                            | Aile nord              | Aile est                            | Aile nord-est           | Aile sud-est       | Aile nord-ouest         | Aile circulaire nord | Aile circulaire sud |
| --------------- | --------------------------------- | ------------------------------------- | ---------------------- | ----------------------------------- | ----------------------- | ------------------ | ----------------------- | -------------------- | ------------------- |
| 2               | Salle du trône, église du château | Appartement des invités               | Salles de réception    | Appartement du Prince Bertil        | -                       | -                  | -                       | -                    | -                   |
| 1               | Salle du trône, église du château | Appartements des ordres de chevalerie | Appartement Bernadotte | Appartement de la princesse Sibylla | -                       | -                  | -                       | -                    | -                   |
| ½               | Salle du trône, église du château | Cour royale                           | Bureaux                | Bureaux                             |                         | Pas d'informations | Pas d'informations      | Pas d'informations   | Pas d'informations  |
| Rez-de-chaussée | Cour royale                       | Cour royale                           | Cour royale            | Cour royale                         | Bibliothèque Bernadotte | Cour royale        | Aile de la chancellerie | Guarde royale        | Boutique            |
| Sous-sol        | Trésorerie royale                 | Musée Trois Couronnes                 | Musée Trois Couronnes  | Armurerie royale                    | Musée des antiquités    | Armurerie royale   | Archives du château     | Entrepôt             | Entrepôt            |

### L'aile ouest

#### Appartements des invités

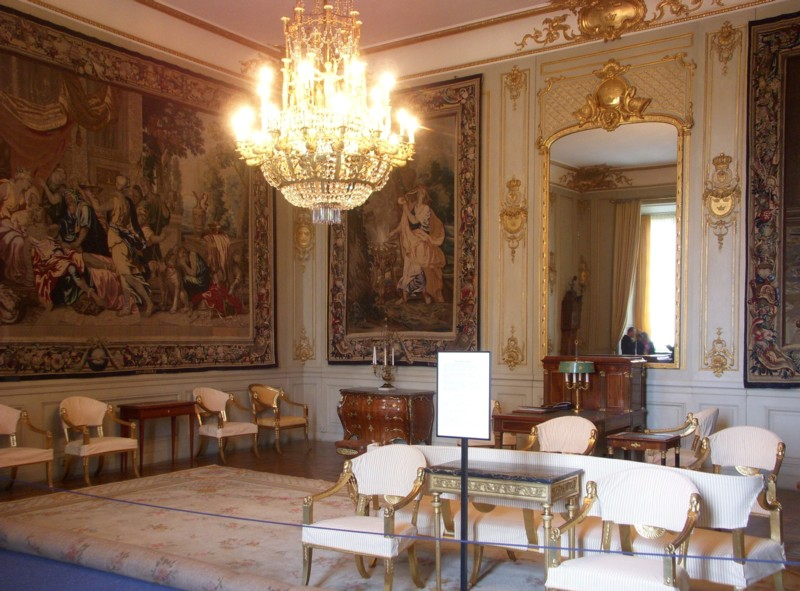
Le salon Meleager (appartements des invités).

Les appartements des invités sont au deuxième étage, dans la partie sud de l'aile ouest. Ils sont utilisés lors de visites officielles de chefs d'État étrangers. Ils obtinrent leur intérieur actuel durant les années 1760, sous la direction de Jean Eric Rehn quand ils furent mises en place pour le prince Frederick Adolf, le frère du roi Gustave III.

#### Appartements des ordres de chevalerie
Les appartements des ordres de chevalerie sont dans la partie sud de l'aile ouest au premier étage et sont constitués de quatre salles, une pour chaque ordre : l'ordre des séraphins, l'ordre de l'Épée, l'ordre de l'Étoile polaire et l'ordre de Vasa. Il y a dans ces appartements une exposition permanente sur les ordres royaux. Anciennement c'est là que se tenaient les appartements du conseil privé dans le milieu des années 1750. Ils furent remplacés par la Cour suprême de Suède qui a utilisé les salles de 1789 à 1949.

### L'aile est

#### Appartements du prince Bertil

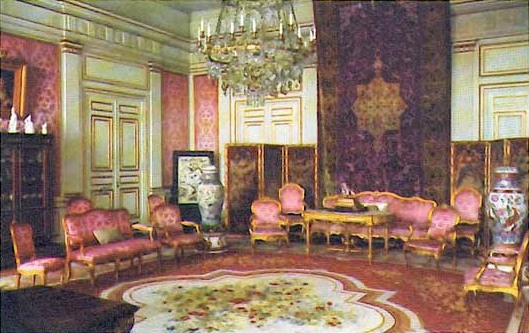
Skära salongen (le salon rose) appartements du prince Bertil.

Les pièces du 2e étage de l'aile est tiennent leur nom du dernier locataire connu. Le roi Adolf Frederick fit de ces pièces ses propres appartements. Durant le règne du roi Gustave III, ce furent les appartements du duc Charles et plus tard, quand le roi Charles XIV Jean régna, ils furent utilisés par le prince héritier Oscar. Oscar décora une des pièces dans un style néogothique en 1828. Elle fut alors connue comme la Götiska (la salle gothique). Le roi Charles XV établit aussi ses quartiers dans les appartements et durant le règne d'Oscar II ils furent utilisés par le prince héritier Gustaf. Les appartements furent ensuite utilisés par le prince Bertil jusqu'à sa mort en 1997. Après la disparition du prince ils furent utilisés par les chefs d'État en visite, pour des entrevues et des séminaires.

### L'aile de la chancellerie
La relève quotidienne de la garde royale, qui s'effectue devant le palais, est une scène très prisée des touristes. Le palais est par ailleurs en partie ouvert au public.